# 鬼太郎
《鬼太郎》是由有「妖怪博士」之稱的日本漫畫家水木茂創作的漫畫，於1960年開始連載。一開始以標題為「墓場鬼太郎」，後來作者水木茂於1967年將其名稱改名為，一直延用至今。
從1968年開始，大約每隔十年，東映動畫就會推出新一季的鬼太郎電視動畫。前五季電視動畫分別在1968年、1971年、1985年、1996年、2007年和2018年播出，自2025年4月份开始以精选集的形式重播前六季的相关集数。
另一部日本动漫奇异太郎参考自鬼太郎
蜡笔小新的《噢噢噢新之助篇》亦参考鬼太郎。

## 故事概要
故事主軸是闡述作为幽灵族最后倖存者的少年鬼太郎，施展妖术和做尽坏事的妖怪们作战。身穿黃黑橫紋背心和傳統日式木屐的小男孩，以頭髮、坎肩和下馱當武器，與一群住在神秘森林裡的妖怪朋友們一起解決妖怪跟人類兩個世界的麻煩。

## 登場人物

### 鬼太郎和他的同伴

#### 主要人物
鬼太郎（／）
日本配音：野澤雅子（第1～2作、墓場鬼太郎）；戶田惠子（第3作、地獄篇）；松岡洋子（第4作）；高山南（第5作）；澤城美雪（第6作）
台灣配音：陶敏嫻（第4作・超視版）；詹雅菁（第4～5作、第5作劇場版）；馮嘉德（電影版妖怪手錶）；邱佩轝（第6作）
香港配音：沈小蘭（第3作・ATV版）；譚美瓊（第3作・Animax版）；黃紫嫻（第4作・Animax版）；曾佩儀（第4作・有線版）；程文意（第4作・ATV版）；袁淑珍（第4作劇場版3）；黃玉娟（第5作・TVB版）；鄭佩嘉（第5作・Animax版）；陳安瑩（電影版妖怪手錶）
本作主角。頭髮顏色為褐色(原作漫畫版設定為灰色)，身穿明治時代的學童服及穿着下駄，為幽靈族的小孩。以人和妖怪能共處的世界為目標而戰鬥。母親在鬼太郎誕生前死亡，而父親只有以眼球模樣監護鬼太郎。
眼珠老爹（／，台译：眼珠爷爷，港译：鬼眼爸爸）
台灣配音：李世揚（第4～5作、第5作劇場版）；陳彥鈞（電影版妖怪手錶）；陳余寬（第6作）
香港配音：陳卓智（第4作劇場版3）；陳永信（第5作・TVB版）
鬼太郎的父親，是從死去的本體的眼球分離出來的。身為幽靈族的族人，眼珠老爹也能操控頭髮針、靈毛棉坎肩與遙控木屐。
鼠男（／，台译：臭鼠人，港译：星君鼠）
台灣配音：李世揚（第4～5作、第5作劇場版）；孟慶府（電影版妖怪手錶）；張敦喻（第6作）
香港配音：盧傑（第3作・ATV版）、曾秉輝（第3、4作・ATV版）、李錦綸（第4作劇場版3）、龔國強、林國雄（第5作・TVB版）
臉孔為老鼠模樣、披著覆蓋著全身斗蓬的半妖怪，腦袋聰明但個性奸詐。
猫女（／，台译：猫女，港译：小猫女）
台灣配音：雷碧文（第4～5作、第5作劇場版）；連婉鈞（電影版妖怪手錶）；張雅婕（第6作）
香港配音：沈小蘭（第4作劇場版3）；楊善諭（第5作・TVB版）
外型為普通人類少女，只有眼睛像貓、但看到老鼠、魚時臉部會興奮變回貓的形態，與鼠男同樣是人類與妖怪生的半妖，不過妖力比鼠男強很多。個性有點野丫頭。
撒砂婆婆（／，台譯：撒砂婆婆，港译：砂婆婆）
台灣配音：許雲雲（第4～5作、第5作劇場版）；崔幗夫（電影版妖怪手錶）；邱佩轝（第6作）
香港配音：盧素娟（第4作劇場版3）；林丹鳳（第5作・TVB版）
和服打扮、瞳孔內有沙粒的老婆婆，擅長揮撒沙子作為攻擊。平時撒沙婆婆經營著提供妖怪住宿的「妖怪公寓」。
子泣爷爷（／，台译：哇哇爷，港譯：哇哇爺爺）
台灣配音：陳幼文（第4～5作、第5作劇場版）；張騰（電影版妖怪手錶）；張敦喻（第6作）
香港配音：陳永信（第4作劇場版3）；黃子敬（第5作・TVB版）
披著蓑衣、身體圍著肚兜、手持木杖、外貌像小嬰兒般並有著老爺爺的臉龐且蓄鬍的妖怪，嘴裡有兩顆齙牙，擅長將身體變成石頭。
一反木棉（／，台譯：木绵布，港譯：布先鋒）
台灣配音：李世揚（第4～5作、第5作劇場版）；陳余寬（第6作）
香港配音：張錦江（第5作・TVB版）
外型為白色、狹長倒三角型、細眼的棉布妖怪，具飛行能力。在作品中多擔任替鬼太郎載乘到遠方目的地的角色。
塗壁（／，台譯：水泥墙，港譯：牆壁怪/石將軍）
台灣配音：陳幼文（第4～5作、第5作劇場版）；吳愷笛（第6作）
香港配音：劉昭文（第5作・TVB版）
外型為數公尺高、一面牆壁模樣的妖怪，在鬼太郎一行人遇到強敵時會出手援助。

#### 妖怪四十七士
由於開始對日本蠢蠢欲動的西洋妖怪、中國妖怪與南方妖怪，為了防範外來妖怪的侵入。閻魔大王賜予鬼太郎一張日本全國四十七縣地圖的卷軸，地圖中的各縣區的靈脈各有一個象徵其縣存在的代表妖怪，能與持有地獄之鑰的鬼太郎一起發揮無比的力量。閻魔大王並且下令，鬼太郎要與這代表全國四十七縣的妖怪們一起保衛日本的和平。(四十七士身上的紋章在電影版中與電視版的略有不同)
1. 北海道代表 －皿數
2. 青森縣代表 －赤舌
3. 岩手縣代表 －座敷童子（ざしきわらし）聲：加藤綠（第1作）、山本圭子（第3作）、柏倉つとむ（第4作）、広橋涼（第5作）
香港配音：何璐怡（第5作）
4. 宫城縣代表 －柿子精
5. 秋田縣代表 －生剝怪
6. 山形縣代表 －雪女(小葵)（ゆきひめ(あおい)）聲：園崎未惠
於第77話現身。是位身形豐滿、留著長到腰際馬尾的雪女，實力為雪女國中第二強。與第7話中被殺死的雪女真白為好友，一直對於真白的死無法釋懷、並發誓要向鬼太郎復仇，最後在千鈞一髮之際，真白的魂魄親自現身保護鬼太郎才得以忘懷。為了阻止失控的不動林之力，和鬼太郎一起並肩作戰並覺醒為四十七士與之化敵為友。記號在左胸上。其實生性開朗，喜歡捉弄貓女（專門拿鬼太郎的事情開玩笑），似乎很喜歡鬼太郎，其表現95話中情人節中出現，表示要送鬼太郎情人節巧克力、而其精緻的外型和味道把貓女嚇得半死。
7. 福島縣代表 －龜姬
於第99話中登場。掌管天守閣，是位任性的姬君。為了與長臂姬每兩百年一次的風雅競爭而奪去了人類的魂魄。最後被鬼太郎的靈毛坎肩所創造出的強大華麗景象折服而認輸。後在鬼太郎陪著兩位任性的姬君玩耍時發現為四十七士之一。紋章在左手背上。
8. 茨城縣代表 －猥裸
9. 栃木縣代表 －雷獸
10. 群馬縣代表 －天狗（黑鸦）（ばけがらす）
青年烏鴉天狗，是由大天狗親手訓練、天狗警察中的菁英份子,也是飛彈天狗道場的師傅。總是用語有禮、嚴謹律己、待人。於第36話中為了火焰妖鳥─松明丸的事故現身，也在鬼太郎等人需要時提供不少幫助，是位實力不容小覷的妖怪。在第100話中透露真實身分是3000年前被大天狗親手打敗的邪惡天狗─黑雲坊的親生兒子。左臂上的烏鴉形胎記是其證據，黑雲坊亦是利用其來控制黑鴉功擊飛彈山及溫泉區。期間一度對其真相感到絕望，最後在鬼太郎、貓女、臭鼠人的當頭棒喝及得知大天狗的真心後，擺脫了控制並親手解決了黑雲坊，而胎記也改為四十七士的記號。對貓女有好感。
11. 埼玉縣代表－夜道怪
12. 千葉縣代表－秃切小僧
13. 東京都代表－一目小僧
14. 神奈川縣代表－箕借婆
15. 山梨縣代表－小豆洗
16. 新潟縣代表－團三郎狸
17. 長野縣代表－薬缶吊
18. 富山縣代表－貓又
19. 石川縣代表－川獺（カワウソ）
声：小宮山清（第3作）、柏倉つとむ（第4作）、丸山優子（第5作）、浦和惠（第6作）
香港配音：黃麗芳（第5作）
外型像一般的水獺，常強調「我是淡水出生的」，不太喜歡海，討厭溫泉等的熱水。
自從阿瑪比埃來了以後就常常被她牽著鼻子走。
第6作動畫設定改變為在真奈別墅附近的沼澤內居住的妖怪，平常以人類小孩的外型和自己編的各種理由來向人類取得吃的東西，在意外拯救一位失足摔落山谷的老婦後在鬼太郎的邀請下來到鬼太郎森林居住，在真奈尋找妖花的原產地時擔任操控蚌殼船的船長。一度成為國中網球選手岡倉優美的第二任教練。
20. 福井縣代表－若狹的人魚
21. 靜岡縣代表－浪小僧
22. 岐阜県代表－岩魚坊主
浪小僧的師傅，個性急躁。
23. 愛知縣代表－二龍松
24. 三重縣代表－一目連
25. 滋賀縣代表－鐵鼠
26. 京都府代表－輪入道
妖怪橫丁的居民之一。於第90話中覺醒為四十七士之一。
動畫第6作設定改為居住在洞穴裡面專門吸取人類的靈魂使對方變成身體如同鑽石一般的妖怪，後來因為食量太大連一開始談好條件的鼠男也差點無法倖免，最終被趕來的鬼太郎給平定。
27. 大阪府代表－白坊主
妖怪橫丁的居民之一，不會說話。具有照亮暗處的能力。於第90話中覺醒為四十七士之一。
28. 兵庫縣代表－長壁姬
於第99話中登場。掌管姬路城，是位任性的姬君。為了與龜姬每兩百年一次的風雅競爭而製造出巨大的龍捲風並吸光了琵琶湖的水。最後被鬼太郎的靈毛坎肩所創造出的強大華麗景象折服而認輸。後在鬼太郎陪著兩位任性的姬君玩耍時發現為四十七士之一。紋章在右手背上。
29. 奈良縣代表－撒沙婆婆
30. 和歌山縣代表－一本踏鞴
31. 鳥取縣代表－呼子
妖怪橫丁的居民之一，生性膽小、害羞，擁有模仿聲音的能力，在第78話野槌蛇事件中為保護鬼太郎而覺醒為四十七士之一。記號在下巴上。經常幫助迷路的蒼坊主。
32. 島根縣代表－火車
妖怪橫丁的居民之一。當年是被眼珠老爹親自收服的。生性暴躁，不擅於解釋。在第90話中被誤認為偷走了人類世界的年糕(最愛的食物就是年糕)，因而使用了禁術─“轉魂術”冒充鬼太郎以解決事件。後覺醒為四十七士之一。
33. 岡山縣代表－脛擦
声：內山夕實（第6作）
第6作動畫為居住在某偏遠小村莊中由名叫正江的老太太養的三毛貓，因為自身的特殊妖力和身形的原故所以從江戶時代開始有很長一段時間不認為自己是妖怪，但因為正江體力日漸虛弱、過去的飼主因此死亡而且在鬼太郎的勸說下逐漸認知自己是妖怪的事實，為了擋住棕熊對正江的攻擊現出真面目，事後在威嚇了正江的兒子翔（聲：金本涼輔）之後獨自在雨中離開。
34. 廣島縣代表－女狐
35. 山口縣代表－次第高
36. 香川縣代表－手洗鬼
37. 德島縣代表－子泣爺爺
38. 愛媛縣代表－隱神刑部狸
39. 高知縣代表－山爺
声：佐藤正治（第6作）
第6作動畫為鬼太郎森林的妖怪之一，因為祐太在好奇之下誤拔了他的果實就發脾氣追討，在祐太歸還果實之後以念在涉世未深的小孩身分上原諒了祐太。
40. 福岡縣代表－塗壁
41. 大分縣代表－勢子
42. 長崎縣代表－磯女
43. 熊本縣代表－阿瑪比埃 (アマビエ)
聲：池澤春菜
外表是碧綠色、有著鳥嘴和人臉的人魚妖怪。能夠準確的預言，講話有些直。
性格任性、大小姐，但其實只是怕寂寞。常拉著川獺做些無俚頭的事。
在82話的水資源消失事件中，為了成為四十七士代表而自告奮勇調查事情的起因，卻讓一行人被變成石頭，在不知如何是好的時候被鬼太郎的木屐引領到赤舌面前，雖然害怕但還是堅持著戰鬥，因而覺醒成妖怪四十七士之一。圖紋在尾鰭上。
44. 佐賀縣代表－兵主部
45. 宮崎縣代表－山伏
46. 鹿兒島縣代表－一反木綿
47. 沖繩縣代表－赤腹
声：立木文彥（第5作）
香港配音：翟耀輝（第5作）
於第5作動畫第25話妖怪運動大會首次登場。後來加入南方妖怪軍團的原因是其他的沖繩妖怪懼怕他的外貌、不希望有人懼怕自己而離開了沖繩。雖說加入了南方妖怪軍團，倒沒有什麼想要統治世界的野心(南方妖怪軍團的野心充其量只是想要把世界變成熱帶氣候)幾次鬼太郎有難的時候，也會想盡辦法幫忙。在第94話中，為了解救被吸血樹控制住的風獅爺和沖繩，而覺醒為妖怪四十七士之一。圖紋在右手背上。

以上是由北往南開始介紹

#### 其他的夥伴妖怪
轆轤首
声:木下忍（第3作）、豐嶋真千子（第5作、本編）、久川綾（第6作）
香港配音：鄭麗麗（第5作）
能夠用脖子纏繞住對方，居住在妖怪公寓內，有個人類男朋友。
貓女親近的女性友人，會以「小貓」稱呼之。第6作動畫為現實世界中有名的妖怪公寓〈爽快莊〉的其中一位固定房客之一，以前曾陪著房東夫婦的孫女夏美（聲：中尾衣里）度過童年時光。
海异光
声：池澤春菜（第5作）
呼子（よぶこ）/山彦（やまびこ）/山小僧（やまこぞう）
声：富田耕生（第2作）、杉山佳壽子（第3作）、上村典子（第4作）、中山沙羅（第5作）、祖山桃子（第6作）
第6作動畫中由於意外目睹到一目小僧被鬼太郎給殺害的場面，於是就被身為檢察官的百百爺請去擔任妖怪大審判中的其中一位目擊證人。有另外出現過固定在地上的小黑山呼子的類似亞種，故事最後得知是由八岐大蛇的鑽石實現了八個願望的人類給變成的，要恢復的話就是由下一位人類接受該鑽石並實現八個願望。
齿黑女
經營著妖怪橫町的澡堂。
声：中友子（第5作）
白狐
声：大本眞基子（第5作）
釣瓶落
声：江川央生（第5作）
蒼坊主（あおぼうず）
声：古川登志夫（第5作）
四處流浪的封印師妖怪，身著青衣、草鞋，頭上的斗笠除了遮陽擋雨，也為了隱藏頭上的角。除了原本的雙眼，頭上的第三隻眼睛擁有使對方看到假象的能力。生性豪爽親切，深受妖怪橫丁上的居民喜愛，與眼珠老爹為舊識，對鬼太郎而言是像大哥哥般的存在；也認識黑鴉。雖然實力堅強，卻是個無藥可救的大路癡，就算有了地圖也沒用。
油须磨（あぶらすまし）
声：鹽屋浩三、小林通孝（第3作）、中井和哉（第4作）、平野正人（第5作）、龍田直樹（第6作）
井戶仙人（いどせんにん）
會製作各式各樣不知所云的藥劑，表面上跟眼珠老爹關係不是很好，但真出事的時候還是會趕來幫忙。
声：北川米彦（第2作）、青野武（第3作）、八奈見乘兒（第4作）、矢田耕司（第5作）
風獅爺
声:山本圭子（第3、5作）、鐵炮塚葉子（第4作）沖繩的守護神，也是赤腹妖的好朋友。
釣瓶火（つるべび）
化火（ばけび）
声：田中亮一（第3作）
姥姥火（うばがび）
海月之火玉
天火（てんか/てんぴ）
蝦蟇仙人（ガマ仙人）
声：青野武（第3作）、八奈見乘兒（第4作）
岸涯小僧
声：永井一郎（第3作）、千葉一伸（第4作）
倉ぼっこ
声：はせさん治（第3作）、松野太紀（第4作）
花子
声：小串容子（第1作）、莊真由美（第3作）、天野由梨（第4作）、佐倉綾音（第6作）
有名的都市傳說【廁所的花子】故事中心人物。第6作動畫居住在真奈學校的三樓女廁內，因為已經受不了同為都市傳說的【二樓男廁的陽介】如同跟蹤狂般的騷擾所以暫時離開去泡溫泉。在貓女因為無名氏事件失去妖力時負責在溫泉區照顧他。
マンモス男
声；松本和香子（第6作）
自第1作到第6作動畫為出身於世世代代服侍吸血鬼拉賽納的人類家族，外表為身形巨大但性格憨厚的淺藍色馬桶蓋髮型壯漢。因拉賽納被追上的石動零消滅後導致精神崩潰，後續的一切情況不明。
髪切
天井尝（てんじょうなめ）
「豆腐小僧」（アニメ化第3作106話）
声；田中和実（第3作）
風の神（かぜのかみ）/風神（ふうじん）
岩魚坊主（いわなぼうず）
声：廣中雅志（第3作）佐藤正治（第4作）、辻親八（第5作）
つらら女
声：丸尾知子（第3作）
モノワスレ

#### 原为反派的夥伴妖怪
唐伞小僧（かさばけ）
声：兼本新吾（第2作）、草尾毅（第4作）、小西克幸（第5作 第49話まで）、高戶靖廣（第5作 第53話以降）、稻田徹（第6作）
第6作動畫中與轆轤首、垢嘗同為現實世界中有名的妖怪公寓〈爽快莊〉的其中一位固定房客之一，在鬼太郎接受房東委託時曾經做出抵抗同時說出自己的苦衷，以前也曾陪著房東夫婦的孫女夏美度過童年時光。由於跟臭鼠人的偶遇下遇到一名不愛惜雨傘的青年晃一後，決定穿上鬼太郎的靈毛背心變身成紅色襯衫的大叔，目的是想要那位青年愛惜雨傘。
小豆洗（あずきあらい）
声：はせさん治（第1作）、田中和實（第3作）、西村知道（第4作）、小西克幸（第5作）、宮澤正（第6作）
第6作動畫中正在為了時代變遷沒人聽他們在洗豆子的事煩惱，在臭鼠人的提議下跟兩名夥伴共同組成Youtuber來四處拍影片直播享樂，最後因為起內鬨和風評低落的關係認為另外兩人背叛了他於是心生不滿下復仇。
小豆称
声：鹽屋浩三（第6作）
小豆婆婆（あずきばばあ）
声：上村典子（第5作）、齊藤貴美子（第6作）
第6作動畫中正在為了時代變遷沒人聽他們在洗豆子的事煩惱，平常不太會說話，只會講「あずき！」這句話，因內鬨的關係離開小豆洗後成為知名的網路紅人來推銷紅豆與開了一間快餐車，最後一開口正常說話時也讓小豆洗感覺吃驚。
丸毛（まるげ）
声：八奈見乘兒（第1作）、はせさん治（第2作）、鹽屋翼（第3作）、沼田祐介（第4作、第5作）
のっぺらぼう
声：永井一郎（第1作）、安西正弘（第3作）、山口勝平（第4作）、くまいもとこ（第6作）
第6作動畫中從過去開始就一直被眾多小朋友排擠的妖怪，直到有一天遇見了年幼的北島敦之後成為朋友。但是隨著時間過去長大後的阿敦逐漸看不到他，在他成為搞笑藝人之時開始使用LINE來聯絡當阿敦的密友，直到即將要被假扮成明星藝人的白粉婆吃掉之時出手救了阿敦，兩人關係也因此拾回。
ひでり神（-がみ）
声：はせさん治（第3作）、立木文彦（第4作）、小野坂昌也（第5作）、江原正士（第6作）
第6作動畫中立志想當職業漫畫家，但因為自己妖怪的身形使多數出版社編輯退避三舍。直到遇見某出版社職員角富（聲：楠大典）然後自願當他的責任編輯後開始在月刊上連載《火箭超人》漫畫，雖然已經獲得漫畫最大獎提名但因妖怪的身分開始有些迷惘。
毛目玉（けめだま）
声：矢田耕司（第2作）、はせさん治（第3作）、田中真弓（田の中真弓名義）（第5作）
だるま
声：北川國彦（第1作）、瀧口順平（第3作）、田中信夫（第4作）、麥人（第5作）
地獄童子（じごくどうじ）
声：堀川亮（第3作）

#### 人類的關係者
水木（みずき）
犬山真奈(犬山まな（いぬやま まな）)
配音：藤井幸代（日本）；黃玉奇（台灣）
第6作動畫登場。年約13歲的平凡女國中生。在身為鄰居的祐太相信鬼太郎與信箱的存在、把信投入信箱的契機下遇見鬼太郎，在妖怪城事件後多次協助鬼太郎解決各種妖怪所引起的事件，第二集與貓娘成為好友。
第48話揭曉其名字的漢字寫法是「真名」，從父親口中得知是從曾祖母取的，然後一度變成是無名氏在人世間復活的虛無之器。發生第二次妖怪大戰爭期間一度被滑瓢認為是阻礙對象所以就要脅鼠男槍殺，為了救出被人類槍殺的鬼太郎而進入虛無之境，用過往與鬼太郎相處的記憶作為代價將其喚回，此後便回歸正常生活。十年後已經25歲，偶然在相同地點遇到戰鬥中的鬼太郎後想起一切，並與妖怪們參加溫泉旅行。
天童梦子（てんどう ゆめこ）
声：色川京子
身長138cm、体重32kg→身長143cm、体重39kg（設定変更の為）
天童星郎（てんどう ほしろう）
声：高坂真琴
天童優子（てんどう ゆうこ）
声：川浪葉子
天童正夫（てんどう まさお）
声：佐藤正治
若杉（わかすぎ）先生
村上佑子（むらかみ ゆうこ）
声：前田近美
身長138cm、体重33kg
谷本淳（たにもと じゅん）
声：沼田祐介
鈴木翔太（すずき しょうた）
声：松井摩味
鷲尾誠（わしお まこと）
声：草尾毅
風祭華（かざまつり はな）
声：小林沙苗
祐太（ゆうた）
声：古城門志帆
身為真奈鄰居與蒼馬的親弟弟裕人之同班同學的小學生男孩。好奇心旺盛，從祖母那裡知道鬼太郎的存在與妖怪的一切。曾經獨自一人來到鬼太郎的住家同時遇見本尊，但也有發生不小心摘下果實使山爺震怒的事情。
桃山雅（桃山 雅（ももやま みやび））
声：祖山桃子
身為真奈學校內最要好的朋友之一，曾經在早上跟母親起過衝突後於便利商店的廁所中誤闖進木之子精靈的森林內流連忘返，然後也一度被山天狗給抓去當作食物。
石橋綾（石橋 綾（いしばし あや））
声：石橋桃
身為真奈學校內最要好的朋友之一，家中開甜點店，夢想是成為糕點師。於座敷童子住在家中的其間一度成為暴發戶，窮神曾經指出他的父母過去曾經作出不法情事。
恰拉湯米
声：根本幸多
動畫原創人物，為一名Youtuber，外表為20歲出頭的銀髮青年。主要在負責與妖怪相關的網路直播，但也惹出了不少的妖怪與人類互相衝突的事件以及不小心間接的殺害貓娘，在第56話因對於自己是否要成為社會的齒輪而開始猶豫，火首怪事件解決後決定在居酒屋打工。
HIKAKIN
現實世界中有名的Youtuber本人在第6作動畫的串場，聲音演出與本人相同。在火頭怪熱爆日本的事件裡面出資租下造雪機讓附近居民不會覺得太熱。

#### 猫之友達
クロ
声：豐嶋真千子
猫楠（ねこぐす）
声：永井一郎

#### 动画原创的仲間妖怪
古今東西妖怪大図鑑（ここんとうざいようかいだいずかん）

ミウ

声:浅野真澄、ミウの母と兼務
カイ

声：下野紘
オソレ

声：鈴木清信
バケロー

声：田中秀幸

#### 地獄十三王
地獄十三王（じゅうさんおう）是由閻魔大王為首，旗下十二位王所組成的地獄最高層。
閻魔大王（えんまだいおう）
声：永井一郎（第1作）、柴田秀勝（第2、4作）、郷里大輔（第3、5作）、大友龍三郎（第6作）
五官王（ごかんおう）
声：広瀬正志
宋帝王（そうだいおう）
声：竹本英史
秦廣王（しんこうおう）
都市王（としおう）
平等王（びょうどうおう）
初江王（しょこうおう）
変生王（へんじょうおう）
泰山王（たいざんおう）
五道轉輪王（ごどうてんりんおう）
声：小西克幸
祇園王（ぎおんおう）
声：真殿光昭
蓮華王（れんげおう）
慈恩王（じおんおう）
声：中友子
又五郎鬼
声:西尾徳
馬頭（めず）
牛頭（ごず）

### 日本妖怪

#### 滑瓢的関係者
- 滑瓢（ぬらりひょん）（其它中譯名：滑瓢妖、好閑人、滑头鬼）

日本聲優詳見滑瓢_(鬼太郎)
配音：李世揚、陈幼文（台）
朱盆（しゅのぼん）
声：小林通孝（第3作）、郷里大輔（第4作）、小西克幸（第5作）、長島雄一（第6作）
蛇骨婆（じゃこつばばあ）
声：麻生みつ子（第1作）、山本圭子（第3作）、津田延代（第4作）、鈴木れい子（第5作） 演:佐野史郎
狸ばやし

雷兽
#1972年以降初出を参照。
狐者異（こわい）
声：銀河万丈（第3作）
置行堀
板鬼

草かまいたち
声：戸谷公次（第3作）
送り提灯（おくりちょうちん）
声：川浪葉子（第3作）
足洗い（あしあらい）
声：銀河万丈（第3作）
铁鼠（てっそ）
辻神（つじがみ）
声：無し（喋らない）（第3作）、岩崎博（第5作）
百百目鬼（どどめき）
声：桑島法子
香港配音：何璐怡（第5作）
火取魔（ひとりま）
片車輪（かたしゃりん）

#### 其他的日本妖怪軍団的老大
たんたん坊（たんたんぼう）
声：緒方俊也（第1作）、田中康郎（第3作）、立木文彦（第4作）、長島雄一（第5作）、鹽屋浩三（第6作）
刑部狸（ぎょうぶだぬき）
八百八狸を参照。
百百爺（ももんじい）
声：柴田秀勝（第2作）、今西正男（第3作）、松尾銀三（第4作）、西村知道(第5作)、齋藤志郎(第6作)
第6作動畫中擔任妖怪大審判的檢察官，負責來主持和指控鬼太郎在幾天前把一目小僧給殺掉的事件，並拿出不利鬼太郎的證據。後來在臭鼠人供出真相使案情大逆轉下，供稱是一位叫做無名氏的妖怪給他力量變身成鬼太郎去殺掉一目小僧然後成為出名人物的，最終被大天狗以判決溶解之刑700年定讞。

#### 八百八狸
刑部狸（ぎょうぶだぬき）
声：富田耕吉（第1作）、柴田秀勝（第3作）、堀內賢雄（第6作）
第6作動畫中被無名氏破壞封印後再次復活向人類世界征服，然後也召喚出怪獸蛟龍來摧毀半個東京市與對持有軍事武力的首相提出警告，從中建立起屬於自己的王國，擁有三位部下團一郎、團二郎、團三郎。然後也挾持真奈當作是與妖怪們談判的籌碼，並提出如果鬼太郎的夥伴敢輕舉妄動，就會下咒把真奈變成同類的條件。最後被從石化狀態中解除的鬼太郎重新被封印。
シルクハット姿の狸
声：野田圭一（第1作）、千葉繁（第3作）、増谷康紀（第4作）
日本髪を結った女狸
鉢巻姿の狸
声：北川国彦（第1作）、西尾徳（第3作）
飛脚狸
声：大塚芳忠（第3作）
竹切り狸（たけきりだぬき）
声：草尾毅（第4作）

#### 妖狐族
天狐（てんこ）
声：內海賢二（第1作）、增山江威子（第3作）、川村萬梨阿（第4作） 演：小雪
本作では天狐の下に以下3階級の妖狐が存在する。
空狐（くうこ）
声：關智一（第4作）
気狐（きこ）
野狐（やこ）

#### 死神
声：あずさ欣平（第3作）、鹽澤兼人（第4作）、白鳥哲（第6作）
第6作動畫中為了要取得200年前曾經誤闖隱之鄉的一眾小朋友的靈魂們而等待隱之鄉的大門打開，同時在臭鼠人的搧風點火下也忌諱著鬼太郎，最終被前來營救真奈的鬼太郎給擊敗。
42号
声：神山卓三
99号
声：田中秀幸
骨太的父親，所有死神中少數心地善良的死神。
由於自己不忍心出手奪走人類性命的個性，差一點失去工作。
青子（あおこ）
声：上村典子（第5作）
骨太（ほねた）
声：桑島法子（第5作）
第99號死神的兒子。因為擔心父親會因為善良的個性失去工作，就去馬希馬希那兒打零工。
100号
声：竹本英史
パシャ
馬希馬希（マヒマヒ）
声：檜山修之
自稱是居住在夏威夷的死神。

#### 天狗
大天狗（だいてんぐ/おおてんぐ）
声：富田耕生（第2作）、笹岡繁蔵（第4作）、楠見尚己（第5作）、梅津秀行（第6作）
本名朱嵐坊，天狗一族的大首領，黑鴉的頂頭上司和養父。同時也是他建立了天狗警察的體系並身兼妖怪大審判的審判長。為人豪爽，和眼珠老爹是幾百年來的好友皆酒友。
カラス天狗
鞍馬山のカラス天狗
鳥目（とりめ）
黒鴉（くろからす）（ばけがらす）
声：緑川光
ヒゴモ
リンゴロウ
青年烏鴉天狗，是由大天狗親手訓練、天狗警察中的菁英份子,也是飛彈天狗道場的師傅。總是用語有禮、嚴謹率己、待人。於第36話中為了火焰妖鳥─松明丸的事故現身，也在鬼太郎等人需要時提供不少幫助，是位實力不容小覷的妖怪。在第100話中透露真實身分是3000年前被大天狗親手打敗的邪惡天狗─黑雲坊的親生兒子。左臂上的烏鴉形胎記是其證據，黑雲坊亦是利用其來控制黑鴉功擊飛彈山及溫泉區。期間一度對其真相感到絕望，最後在鬼太郎、貓女、臭鼠人的當頭棒喝及得知大天狗的真心後，擺脫了控制並親手解決了黑雲坊，而胎記也改為四十七士的記號。對貓女有好感。
小次郎
声：阪口大助
居住在境港市近郊山上天狗村落的青年烏鴉天狗，知道很久以前鎮上流傳下來的銅像病傳聞，同時也幫助真奈取得能讓變成銅像的受害者恢復原狀的泉水，在那事件之後喜歡上真奈，不過也因此發生在無意間破壞了封印西洋妖怪貝利亞妖力的石頭導致他的村莊被消滅的情況。
黒雲坊（こくうんぼう）
声：大塚周夫
3000年前被大天狗打敗的邪惡天狗，黑鴉的親生父親。雖說失去了肉體，但是靈魂附在酷似肉身的石像上修練了3000年；企圖利用黑鴉復仇未果，最後由黑鴉親手解決。
雨ふり天狗
めんこ天狗
声：鹽谷翼
山天狗（やまてんぐ）
声：岸野幸正、松山鷹志（第6作）
第6作動畫中居住在木之子森林內的山上，曾意圖要把誤闖進該森林然後生活了一段時間的桃山雅給抓去吃掉。
風の又三郎
声：難波圭一
天狗的使魔
松明丸（たいまつまる）
由怨念形成的火焰妖鳥。
水龙丸（すいりゅうまる）
天狗傀儡（てんぐくぐつ）

#### 1960年代漫画版动画第1作首自出（敵として登場したもの）
たんたん坊（たんたんぼう）
#その他の日本妖怪軍団の長を参照。
二口女（ふたくちおんな）
声：千々松幸子（第3話のみ）、小串容子（第7話のみ）（第1作）、梨羽雪子（第3作）、鈴木麻里子（第4作）、金月真美（第5作）、永島由子（第6作）
第6作動畫跟著妖怪城與另外兩位妖怪復活，在妖怪城的妖力中樞被鬼太郎攻破，然後當場被貓娘打敗之後在第19集復活，擔任在中小學之間流傳的都市傳說【四丁目的妖怪學校】中的生物課老師。
ぬらりひょん
白山坊（はくさんぼう）

見上げ入道（みあげにゅうどう）
声：緒方俊也（第1作）、北川米彦（第2作、第4作（1話のみ））、田中康郎（第3作）、川津泰彦（第4作）、大川透（第5作）、池水通洋（第6作）
第6作動畫在臭鼠人隨地小便時封印紙被解除後現身，想要完成封印前未竟的征服全日本的大業於是以歌唱團體的大批粉絲為媒介在巨蛋內吸取大量魂魄，於還差兩人就能達成五萬人魂魄的目標下被鬼太郎打敗之後在第19集復活，擔任在中小學之間流傳的都市傳說【四丁目的妖怪學校】中的學校校長。
さら小僧（さらこぞう）
声：内海賢二（第1作）、古谷徹（第3作）、高戶靖廣（第4作）、松野太紀（第5作、第6作）
第6作動畫中因為不滿生活窮困的搞笑藝人阿勇（聲：沼田祐介）在偶然的意外之下盜用了他們族群的歌做為新的搞笑題材，然後就去綁架臭鼠人和阿勇幫他清洗堆積如山的盤子，中途在鬼太郎出面折衝下讓阿勇答應不再用抄襲的題材，但因為阿勇在窮途末路下又開始使用抄襲題材所以來到攝影棚襲擊他。
天邪鬼（あまのじゃく）
声：内海賢二（第1作）、峰恵研（第3作）、田中和実（第4作）、平野正人（第5作）、楠見尚已（第6作）
第6作動畫中封印被朱盆給破壞後復活，隨後在臭鼠人的引介下與製作企畫陷入瓶頸的電視台導播奧田佑太（聲：沼田祐介）見面，然後兩人合作製作出相當搞笑的整人節目，自言道「別人的不幸就是我的快樂」。但最後節目內容超出想像、奧田的兒子陽介因在學校模仿節目內容而被家長關切下被奧田切割關係，然後被前來處理的鬼太郎給打倒。
猫仙人（ねこせんにん）
声：大竹宏（第1作）、青野武（第3作）、矢田耕司（第4作）、稻葉實（第6作）
第6作動畫中封印被朱盆給破壞後復活，由滑瓢口中得知了人類對待貓的醜陋行徑後決定對人類報復，把某小鎮的全體民眾變成貓以及囚禁寵物業者。最後由貓女親手了結。
のびあがり
声：田中康郎（第3作）、立木文彦（第4作）、津久井教生（第5作）
刑部狸（ぎょうぶだぬき）
八百八狸を参照。
蛟龍（こうりゅう）
大なまず（おお-）/なまず神（-がみ）
ぐわごぜ
声：高橋和枝（第1作）、千葉耕市（第3作）、鯨（第4作）
雪ん子（ゆきんこ）
声：白石冬美（第1作）、山田榮子（第3作）、三輪勝惠（第4作）、加藤英美里（第5作）
雪男（ゆきおとこ）
声：佐藤正治（第3作）、宇垣秀成（第4作）、平井啓二、宮崎寛務（第5作）
水虎（すいこ）
声：緒方俊也（第1作）、田中和實（第3作）、大友龍三郎（第4作）、掛川裕彦（第5作）、江川央生（第6作）
第6作動畫中因閃電打中神壇封印被解除，在遇到想要跳瀑布自殺的人類女性辰川翔子之下去實現他想要解放的「願望」就把壓迫他全家的鬼久保公司的社長一家人給徹底去行刑，但卻波及至他的家人。最後在想要挽回一切的辰川翔子和鬼太郎的幫助下被液態氮給凍結重新再封印。
毛羽毛現（けうけげん）
声：永井一郎（第1作）、大竹宏（第3作）、八奈見乘兒（第4作）、村松康雄（第5作）
ふらり火（-び）
海座頭（うみざとう）
声：內海賢二（第1作）、大竹宏（第3作）、沢木郁也(第5作)、青森伸(第6作)
第6作動畫在臭鼠人來到境港市的海底下尋找寶物時意外被解除封印，然後利用三味線操縱生靈把真奈身邊負責從事漁夫工作的親戚莊司叔叔給抓下水，最後在鬼太郎與境港市居民的幫忙下被打倒和再次被封印。
ぶるぶる
声：中谷ゆみ(第3作)、澤海陽子（第4作）、堀越真己（第6作）
第6作動畫中原本封印在露營用地倉庫外的捲軸內，裕太在撿到之後被他的同學裕人給燒掉之下解除了封印，當場擄走了真奈一行人。接著在裕太的虛張聲勢下附身在他的身上，最後則是被大量的溫泉水給逼出後打敗。
モウリョウ
声：永井一郎（第1作）、增岡弘（第3作）、松尾銀三（第4作）、田中大文、川津泰彦、森岳志（第5作）、廣田行生（第6作）
第6作動畫中已經被封印50年。由於幾個月前一名當地女孩水葉（聲：照井春佳）被身為男朋友的攝影師久能恭平（聲：野島裕史）推落水溺死，在遺體的意念下解除封印附身在水葉身上跟著男友來到東京市，在恭平向鬼太郎委託、決定在廢棄醫院外拍時現出真面目來，最終在害怕外拍專用的閃光燈下被鬼太郎打敗。
土精（どせい）
声：竹本英史（第5作）
おどろおどろ
声：富田耕吉（第1作）、北村弘一（第3作）、佐藤正治（第4作）、西村知道（第5作）、增谷康紀（第6作）
第6作動畫是身為醫療界中被稱為神之細胞的開發負責人小野崎彰悟，因為在一個月前以自己為實驗對象注射了該細胞後產生出突變，使自己意外之下變身成おどろおどろ這個妖怪，雖然多次要自殺卻死不了但是自稱在變身後多麼的需要大量人血也不會對自己的獨生女美琴（聲：下地紫野）下手。曾請求鬼太郎把自己給殺掉，最後中了一發手指砲然後說完最後的遺言後消失。
逆柱（さかばしら）
声:北川國彦（第1作）、矢田耕司（第3作）、高木涉（第4作）、稲田徹（第5作）
あまめはぎ
声：杉浦宏策（第1作）、槐柳二（第3作）、上田敏也（第4作）、飛田展男(第5作)
手の目（てのめ）
声：富田耕吉（第1作）、銀河萬丈（第3作）、石塚運昇（第5作）、茶風林（第6作）
第6作動畫中接受了滑瓢的人情交換與委託下以自身的能力去剷除反對《妖對法》的相關政治人物，當找上身為第四個目標的顧問律師壬生陽子（聲：水澤史繪）之時被鬼太郎中途阻撓，之後去控制鬼太郎的右手仍然被貓娘給阻止，然後藏身處被鬼太郎找到。雖然最後被鬼太郎壓制但仍被陽子開了一槍，接著在被鎮壓部隊包圍時自爆身亡。
人食い島（ひとくいじま）
声：青野武（第4作）
折叠入道（‐にゅうどう）
声：内海賢二（第1作）、大竹宏（第3作）、川津泰彦（第4作）
雲外鏡（うんがいきょう）
声：杉浦宏策（第1作）、大竹宏（第3作）、田中亮一（第4作）
化猫（ばけねこ）
声：永井一郎（第1作）、京田尚子（第3作）、青野武（第4作）
姑獲鳥（うぶめ）
声：高橋和枝（第1作）、杉山佳壽子（第3作）、三田ゆう子（第4作）、山崎和佳奈（第5作）、勝生真沙子（第6作）
第6作動畫因為綁架人類嬰兒的事件頻傳使鬼太郎注意到，然後在自己的根據地被鬼太郎打敗之後搬家進入鬼太郎森林。但因為不知道說這一切被身為Youtuber的恰拉湯米用無人機直播拍了下來，然後在人與妖怪的衝突中被嫁禍所以也因此不再相信人類且悲傷的離開。
邪魅（じゃみ）
声：内海賢二（第1作）、銀河万丈（第3作）、郷里大輔（第4作）、竹本英史（第5作）
葬頭河婆（そうづかばばあ）
後神（うしろがみ）
声：池田昌子（第3作）、江森浩子（第4作）、土井美加（第5作）、桑島法子（第6作）
第6作動畫中因為原住處被改建成房子於是就帶著仙人掌來到人類世界生存，有天在遇到人類男子三田村後陷入熱戀，但因為在機場附近離別時不知道對方是婚姻詐欺犯的關係就那樣等了兩星期以上。同時自己也因此在戀人情節的精神錯亂下在機場附近與仙人掌一起造成了許多住客失蹤事件，最後在機場在鬼太郎的出面下雙方達成約定，同時也讓三田村吃了苦頭。
陰摩羅鬼（おんもらき）
声：北川國彦（第1作）、北村弘一（第3作）、佐藤正治（第4作）、中尾隆聖（第5作）、檜山修之（第6作）
第6作動畫中因為一名跟真奈同校的國中生高木努（聲：白石涼子）一年前想要喚回已經猝死的母親的意念下被解除封印，附身在他的母親上，一段時間內以吸取阿努的精氣維生。由於心靈在阿努的母親身上所以肉體被打了多少次仍然可以復原。最後在阿努拿出手機照片給母親看後因為已經認為不再是他的母親於是就被畫完最後一筆封印在紙上。
ほうこう
声：永井一郎、北川国彦、杉浦宏策、富田耕吉（第1作）、玄田哲章、増田均、岐部公好、稻田徹、增谷康紀（第4作）
百百爺（ももんじい）
#その他の日本妖怪軍団の長を参照。
泥田坊（どろたぼう）
声：永井一郎（第2作）、鹽屋浩三（第3作）、増田均（第4作）、大場真人（第5作）、谷昌樹（第6作）
第6作動畫中30年前因為一場工程而開始四處大鬧，在鬼太郎前來平定時身旁有一位兒子的工地領導人在三個月後重傷不治，30年後於工地領導人的兒子黑須（聲：山路和弘）子承父業負責進行太陽能發電廠用地的建案下再次出現，最後被鬼太郎在懊悔與憤怒之下的人體發電中打倒。
ベビー泥田坊
声：鈴木麻里子（第4作）
土転び（つちころび）
声：槐柳二（第3作）、古谷徹（第4作）、間宮康弘（第6作）
第6作動畫中因為高爾夫球場的開發計劃導致住處被破壞而去攻擊人類，跟眼珠老爹是老友。由於談判上的一些衝突而跟鬼太郎戰鬥之中不小心鬍子打結的緣故而交換條件讓鬼太郎跟人類交涉，然而在其後接受了滑瓢的人情交換下雖然事件解決但不再相信鬼太郎。
髪さま（かみさま）
声：北川米彦（第2作）、野本礼三（第3作）、掛川裕彦(第5作)
あしまがり
声：半田裕典（第6作）
第6作動畫中曾經被星華封印過。在臭鼠人與塗壁不知情之下移開了洞穴外的大石頭後再次以手上的太鼓向星華復仇去蹂另細竹林，最後被太鼓所產生的烏雲給吞噬的當下以鬼太郎的一發手指砲給打敗。

#### 1960年代漫画版动画第1作初出
かまいたち
声：富田耕吉（第1作）、大竹宏、広中雅志（第3作）、鈴木琢磨（第4作）、菊池正美（第5作）、松野太紀（第6作）
第6作動畫中跟著妖怪城復活，在鬼太郎一行人進入妖怪城時向木棉布單挑，最後因為妖怪城中妖力的核心被破壞使自己落敗後於第19集再次復活，擔任都市傳說【四丁目的妖怪學校】的數學老師。
鏡爺爺（かがみじじい）
声：永井一郎（第1作）、宮内幸平（第3作）、丸山詠二（第4作）、石塚運昇（第5作）、鹽屋浩三（第6作）
第6作動畫中一度被鬼太郎當作是綁架真奈到鏡世界的元凶，曾經解釋說當看到真奈在校外教學全班義務清掃的時候有幾名男同學在調皮搗蛋下破壞了封印石的關係，為了要保護她才會暫時被安置到鏡世界的。
輪入道（わにゅうどう）
声：銀河万丈（第3作）、郷里大輔、増谷康紀（第4作）、三宅健太（第5作）、江川央生（第6作） 演：西田敏行
動畫第6作居住在某深山裡面的礦坑內，意外遇到被黑道欠債追殺的臭鼠人，在雙方交換條件下臭鼠人把人類送來礦坑變成他的食物，然後靈魂則變成價值連城的鑽石。一段時間後因食量太大需要海外的難民來支援，然後連臭鼠人也差點無法倖免，最後則被收到求救消息的鬼太郎給打敗。
雪女（ゆきおんな）
声：小原乃梨子（第1作）、坪井章子（第3作）、中友子、松井摩味（第4作）
真白（ましろ）
声：佐藤佑子(第5作)
香港配音：曾秀清(第5作)
於第7話中出現，實力是雪女國中的第一。因為親姐姐愛上了人類男子、遭到雪女一族的亟刑喪命而悲憤不已；在這樣的痛苦下受到滑瓢的慫恿，開始到處攻擊與人類要好的妖怪，最後被鬼太郎用地獄之火擊敗。後在第47話及77話中為保護鬼太郎而現身。
小雪（ゆきちゃん）
声：西村千奈美(第6作)
在動畫第6作第39集「雪女純愛戀愛白書」登場，貓娘的朋友之一。平常的外表與裝扮跟現代女子差不多，與母親一起獨居在長年下雪的雪屋內，只有到了冬天時才會主動來到人類世界，有時會在咖啡店與貓娘、真奈一起展開女性之間的談話。由於在某天身為人類少年的阿俊（聲：森田成一）突然向他告白之後就被迫在酷熱的夏日展開交往。
雪女郎（ゆきじょろう）
声：笠原留美(第5作)
雪女一族的族長，紫色長髮、外貌如同30多歲的人類女子。
お黒（おくろ）
声：中友子（第5作）
磯女（いそおんな）
声：麻生美代子（第1作）、山口奈奈（第3作）、上村典子（第4作）、真山亞子（第5作）
かみなり
声：郷里大輔（第3作、第4作）、寶龜克壽（第6作）
第6作動畫在臭鼠人被討債集團追殺、從大樓上掉下來時出現，剛開始以為臭鼠人是要呼叫他來。然後就連同討債集團首領與臭鼠人合夥開了一間特別的電力公司以及未來城市，同時也協助剷除掉揭發一切弊案的新聞記者。後來因為這事情被鬼太郎發現而大怒地想跟鬼太郎在自己的星球上單挑，最後在眼珠老爹意外想到的策略下落敗。
朧車（おぼろぐるま）
声：大友龍三郎（第4作）
翻枕妖（まくらがえし）
声：北川米彦（第1作） 、屋良有作（第3作）、肝付兼太（第4作）、石塚運昇（第5作）、岩崎博（第6作）
第6作動畫中隱居在有彩虹出現的瀑布旁小屋，在鬼太郎和人類小孩內田真前來詢問時曾表示自己持有的操夢鈴早在三百年前被法力高強的高僧奪走，之後在真奈的激將法下帶著他們進入現實世界中遭到資遣且找不到工作的上班族內田昭典（聲：坂口哲夫／古城門志帆【童年】）的夢世界裡面救出他，在鬼太郎遭逢敵手時無可奈何下曾把力量給予了眼珠老爹。
獏（ばく）
さざえ鬼（さざえおに）
声：北川国彦（第1作）、千葉順二（第3作）、松野太紀（第4作、第5作））、岩田光央（第6作）
第6作動畫中曾把人魚族的孩子給擄走，然後裝扮成鬼太郎（聲：古城門志帆）的樣子，以“G‧鬼太郎”的假名活躍於網路平台上與電視廣告代言中。然後當本尊來到他的經紀公司來談判時與臭鼠人聯手設下陷阱，把鬼太郎製作成壽司吸收進去，理由是為了使自己更有能見度征服世界的餐盤。最後在人魚族的代表人魚子（聲：早見沙織）前來聲討孩子下，被從毛細管排出來的鬼太郎給打敗。
赤舌（あかした）
声：屋良有作（第3作）、増谷康紀（第4作）、飯塚昭三（第5作）
ぬっぺらぼう/ぬっへふほふ/ぬっへほふ
声：龍田直樹（第6作）
第6作動畫中正在某小島上的隱密處製作人類的青春精華，然後特地委託身為中間人的臭鼠人來販售特製的面霜。曾在鬼太郎來到該小島時下咒讓鬼太郎與貓女變老，最後體型最大的一個被打倒時得知是接受了滑瓢的人情交換。
穴ぐら入道（あなぐらにゅうどう）
声：石森達幸（第3作）、屋良有作（第4作）、中博史（第5作）
邪鬼（じゃき）
野づち（のづち）
牛鬼（ぎゅうき）
声：無し（喋らない）（第2～4作）、齋藤志郎（第5作）
第6作動畫中因正在拍攝實況轉播節目的搞笑藝人於不知情之下誤打開了海邊的封印石而附身在搞笑藝人身上，當入侵到街上在被鬼太郎打敗之後隨即附身在鬼太郎身上，最後則是由當地村民和觀光客誠心祈禱下請出來的伽樓羅神被引到火山口掉下去後重新再封印。
百目（ひゃくめ）
声：大竹宏（第3作）、稻葉實（第5作）
雨降小僧（あめふりこぞう）
声：鹽屋翼（第3作）、小野坂昌也（第5作）、田村奈央（第6作）
動畫第6作以扮演遊樂園內未來機器人"皮古"的契機下跟身為另一個遊樂設施吉祥物的たくろう火成為好友，在得知好友因為皮古將要被解體之事失去理智時趕來以下雨的方式讓對方鎮靜下來。
半魚人（はんぎょじん）
声：堀之紀（第4作）、松山鷹志（第6作）
動畫第6作為某漁村小鎮當地的魚板工廠老闆，有私下與臭鼠人達成銷路上的協議然後把鬼太郎引來施下法術將它變成大烏賊以用來奴役，在鬼太郎被製作成魚板之後成為擁有豪宅與事業的企業家。由於忽然迷上扮女裝來當女僕的鬼太郎然後想結婚，於是不惜代價的去恐山醫院做手術變成完全的人類，最終則飽受人類世界的殘酷法則給摧殘。
サトリ

#### 动画版《少年sunday》上连载过首次出场（反派登场）
釜鳴り（かまなり）
声：田中康郎（第3作）、青野武（第4作）、木内レイコ（第5作）
ふくろさげ
声：青野武（第3作）、徳丸完（第4作）
骨女（ほねおんな）
声：小原乃梨子、中西妙子（第2作）、松島みのり、弥永和子（第3作）、山崎和佳奈（第4作）、沢海陽子（第5作）
大首（おおくび）
声：今西正男（第2作）、石森達幸（第3作）、屋良有作（第4作）
ダイダラボッチ
声：江川央生（第6作）
第6作動畫中因滑瓢去委託七人同行妖怪以特製的巨型的鑰匙解除身體各部件的封印下復活，然而身為最後一個零件的頭腦則由滑瓢控制，想要復活他是因為要恢復妖怪的光榮並去大鬧人類的都市。最後被研究著他的前大學教授門倉（聲：上田祐司）給用十字鎬刺傷頭腦而消失。
いやみ
声：大竹宏（第2作）、飯塚昭三（第3作）、松尾銀三（第4作）、高戶靖廣（第6作）
動畫第6作中被意外迷路的兩名登山客在樹上的住處從睡夢中吵醒，接著就出現在鬼太郎面前利用了自己的能力來讓鬼太郎等人陷入色迷心竅的狀態，但是唯有貓女不為所動。逃到森林內的住處附近時現出了自己原本的真面目，但最後被貓女一腿擊中胯下而落敗。
ヤマタノオロチ
声：柴田秀勝（第6作）
動畫第6作中以身為小黑山呼子手持的大顆鑽石登場，宣稱自己可以幫對方實現八個願望，在完全實現全部的八個願望之前會一直跟在持有主身旁離不開。
猛霊八惨（もうれいやっさん）
貧乏神（びんぼうがみ）
声：宮内幸平（第2作）、青野武（第3作）、龍田直樹（第6作）
住み着いた家を貧乏にする神。動畫第6作中居住在石橋綾住家的綜合咖啡廳內，從小綾出生開始一直居住在此，直到某日真奈的提示下發現到他的存在之後於鬼太郎的調停下離開，在小綾家因座敷童子的力量成為暴發戶後一直都在觀察著他們。

#### 动画版《少年sunday》上连载过首次出场
猫又（ねこまた）

ジータ

三毛（ミケ）

ノラ

声：島田敏
あかなめ
声：塚瀨紀子、難波圭一（第3作）、粕谷雄太（第6作）
第6作動畫也是居住在現實世界有名的妖怪公寓〈爽快莊〉的其中一位固定房客之一，舌頭很長不太會說話。以前也曾陪著房東夫婦的孫女夏美度過童年時光。
火車（かしゃ）
声：平野正人、山本圭子（第3作）、梁田清之（第4作）、岸尾だいすけ（第5作）、長島雄一（第6作）
第6作動畫中本人自稱身體已經上了年紀，然後已經無法跟過去一樣親自去攫取新鮮的大體來吃。未料在跟臭鼠人達成處理大體的協議後使用了自己靈魂交換的能力跟臭鼠人、貓娘、鬼太郎交換了身體，企圖想以別人的年輕身體來攫取大體來吃，最後被年糕形狀的眼珠老爹給打敗之後附身在某位青年的身上。
目目連（もくもくれん）

声:銀河万丈（第3作）、佐藤正治（第4作）、中井和哉（第5作）
ヤカンズル

すねこすり

バリバリ

声：田中真弓（第5作）

#### 动画第2~4作(1972年)首次登场（反派登场）
一本ダタラ/雪入道
声：増谷康紀（第4作）
奪衣婆（だつえばばあ）
声：增山江威子（第3作）
狸ばやし（たぬき‐）

ツカイ手のばばァ

板鬼（いたおに）
妖怪万年竹（ようかいまんねんだけ）
声：西村知道（第6作）
第6作動畫中為竹林的主人金井大吉的知心好友，然而自10年前主人遇害後不相信外界對該竹林正在打著主意的人類。在終於得知主人遇害的真相是被他的兒子給打死想要出賣該土地的時候憤怒地把主人的兒子抓來做成竹人間。
竹の精（たけのせい）
声：金元壽子（第6作）
第6作動畫中名為星華。在日本七夕期間於細竹林開花時才會在人間出現的妖怪，因為被足伸給煽動的臭鼠人給挑撥誤以為鬼太郎也是他的同路人，一直守護著某村莊的細竹林，在足伸解除封印後受到一心保護竹林的塗壁給打動，說完了自己第一個也是最後一個願望之後消失。
竹人間（たけにんげん）
猫魈（ねこしょう）
声：島田敏（第4作）、櫻井孝宏（第5作）
五徳猫（ごとくねこ）
声：伊倉一恵（第3作）、堀川亮（第4作）
大百足（おおむかで）
声：大森章督（第3作）
煙羅煙羅（えんらえんら）
声：はせさん治（第3作）
串刺し入道（くしざしにゅうどう）
声：峰恵研（第3作）
こそこそ
声：田中康郎（第3作）、橋本晃一（第4作）、諏訪部順一（第5作）
黒坊主（くろぼうず）
声:大友龍三郎（第5作）、千葉繁（第6作）
第6作動畫中為大逆不道四大將之一。初次登場時因為150年前被鬼道衆封印的緣故再次出現汙染人類水源，同時也跟臭鼠人私下做了無本生意。在臭鼠人被石動零抓來拷問時出現，接著被發現水墨畫作才是本體時被鬼太郎打敗。由於完全不知道鬼道衆成員的名字所以沒有被石動零拿下，由鬼太郎交還給閻羅大王。
黒雲主（くろくもぬし）
逆さ首（さかさくび）

桂男（かつらおとこ）

手長足長（てながあしなが）
けらけら女（‐おんな）

皿数え（さらかぞえ）

大入道（おおにゅうどう）

たくろう火
声：龍田直樹（第5作）、吉田小南美（第6作）
第6作動畫中為自己交不到朋友而煩惱，在擔任某遊樂園的冒險設施人氣吉祥物時遇到一名叫做皮古的未來機器人並且成為知心好友，當皮古被送去報廢時曾經失去理智，後來得知在場的雨降小僧就是皮古之後才終於釋懷。
吹消婆（ふっけしばばあ）
声：鈴木れい子（第3作）、川浪葉子（第4作）
針女（はりおなご）
声：渡辺美佐（第5作）
ぬけ首（‐くび）
声：矢田耕司（第3作）、川津泰彥（第6作）
第6作動畫中因為妖怪雜誌上與Google搜尋中完全沒有提過他的關係曾經向鬼太郎發牢騷，然後就遇到身為Youtuber的恰拉湯米然後使之聯手，但是在恰拉湯米暗自把身體藏到山中隱密的地方一以玩遊戲來拉抬人氣之際差點把全日本給熱爆。
壷仙人（つぼせんにん）
井守（いもり）
大口（おおぐち）
おどろ砂（‐すな）
旧鼠（きゅうそ）
声：曽我部和恭（第4作）、高戸靖広（第5作）
旧鼠王（きゅうそおう）
凶王（きょうおう）

ガジュマルの精

くびれ鬼
声：鈴木れい子、江川央生（第4作）、岩田光央（第5作）、松本和香子（第6作）
動畫第6作在無名氏的慫恿下以時下流行之手機應用程式中的詛咒專用APP以及受到操縱的群眾來讓真奈陷入走投無路並使其上吊自殺，後來則被及時趕到的鬼太郎給打敗。

#### 2008年以後初出（反派登场）
沼御前（ぬまごぜん）
声：葛城七穗（第5作）、今野宏美（第6作）
香港配音：鄭麗麗（第5作）
第5作動畫中為在電影拍攝現場出現的妖怪。
第6作動畫中以穿和服的女子身分在臭鼠人研發的手機交友APP下與夜歸的阿俊有了交集，但因為約會當日發現到阿俊跟小雪正在交往於心生忌妒下現出原形以要脅兩人，後來因前來解圍的鬼太郎在長時間打電動睡眠不足之下產生出不尋常的感情，然後當場被鬼太郎精神不濟的動作給迷昏。
以津真天（いつまでん）

声：真殿光昭（第5作）
いそがし
声：山口勝平（第5作）、利根健太朗（第6作）
第6作動畫中自稱自己見到當代的人類們一天到晚都在忙碌做事的關係所以暫時退隱在出租公寓內，之後當河童們因為勞動相關法規只有適用於人類然後被當作血汗勞工，惹怒了他們四處去取下人類的尻子玉的時候，決定幫助鬼太郎一臂之力解決該事件。
ヤトノカミ

声：小杉十郎太
大蛇女（おろちおんな）

声：半場友惠
石妖
声：內田真禮（第6作）
第6作動畫中以「石山妖子」的人類身分登場，臭鼠人在撿頻果時遇到的心儀結婚對象，後來在度蜜月時用了自己的妖力來惡整臭鼠人使其遭到討債集團追殺，在這之前有許多類似情形的男性受害者。最後在鬼太郎一行人的包圍下被海坊主捉住，然而在臭鼠人說情下獲得釋放。
伊吹丸
声：古谷徹（第6作）
第6作動畫中為大逆不道四大將之一。有名的鬼族酒吞童子的兒子，隨著父親來到人間作亂時愛上了一位不怕他的王妃並把她帶到遙遠的村莊共度一生，然而村莊在後來被鬼道衆滅掉後帶著愛人的頭蓋骨被鬼道衆降服。從地獄逃出來後曾經帶走真奈與跟石動零正面交鋒，在找到被水庫淹沒的愛人墳墓同時了結心願後，由於不是他毀掉石動零的村莊所以其魂魄在牛頭馬面的監督下交還給閻羅大王。在零跟九尾妖狐戰鬥時再次出現同時給予戰鬥力，事件過後跟零一起旅行。
麻桶毛
声：白鳥哲（男性人偶姿態）／柿沼紫乃（女性人偶姿態）
第6作動畫中故事三天前因為臭鼠人肚子餓拿取供品吃的時候封印意外被解除，然後威脅臭鼠人把他帶出外面以用自己的頭髮抓取人類變成女兒節人偶當該妖怪的陪伴。最後在追夾真奈之時因為真奈無意間發動無名氏給予的力量而被消滅。
七人同行
声：高塚正也、淺野良介、田邊幸輔、草野太一（第6作）
第6作動畫中受到滑瓢的委託以特製的鑰匙去解除ダイダラボッチ身體各部件的封印，然後也一度被門倉誤認為是某個神秘宗教組織。

#### 1972年以降初出
がしゃどくろ
雷獣（らいじゅう）
キジムナー
蟹坊主（かにぼうず）
「化け蟹」
声：飯塚昭三（第4作）、田中秀幸（第6作）
第6作動畫中數百年前曾經擔任過人類公主的護衛，但是卻遭到封印了數百年後才終於在當代醒來四處去尋找公主。在尋找的過程中把撒沙婆婆認定是當年護衛的公主。會說出一段如謎題的散文，一旦答錯了就會把對方變成石頭雕像。最終由撒沙婆婆說出正確答案後由從雕像中恢復的鬼太郎打敗，交代遺言後自身變成了雕像。
金霊（かなだま/かねだま）

畑怨霊（はたおんりょう）
声：鹽屋翼（第3作）、田中一成（第4作）、小野坂昌也（第5作）、池水通洋（第6作）
第6作動畫中因科技公司的妖怪頻道正在造謠，導致人類與妖怪的衝突一觸即發的當下登場。在眼珠老爹的苦勸下決定給予一段時間讓鬼太郎解決無名氏事件。
豆腐小僧（とうふこぞう）
声：難波圭一（第3作）、阪口大助（第5作）、關根有咲（第6作）
第6作動畫中曾經被捲入無名氏事件中人類與妖怪的衝突，後來在機緣下遇到電池組成員鎳氫電池佳奈，一直自稱自己只是運送豆腐的妖怪。隨後在臭鼠人的提議下擔任他的經紀人，卻因為負責料理的臭鼠人意外使用了絕對不能用的妖怪黴菌豆腐的關係造成了發霉事件。
白溶裔（しろうねり）

声：宇垣秀成（第5作）
雑巾妖怪ギュギュ

声：中山沙羅
姥ヶ火（うばがび）

声：伊倉一恵（第4作）
家鳴り（やなり）

声：高塚正也、森岳志（第5作）
夜道怪（やどうかい）
旅装をした僧形の妖怪。

声：中田譲治
亀姫（かめひめ）

声：井上喜久子
長壁姫（おさかべひめ）

声：勝生真沙子

### 外国妖怪

#### 西洋
巴克貝亞德
德拉库拉
声：杉浦宏策（第1作）、鹽澤兼人（第4作）、大塚明夫（異聞妖怪奇譚）（日本）；蘇強文（第4作劇場版3）（香港）
何代目か明らかにされている者については、下に別記しておく。アジアの最強吸血妖怪三人衆之一。
德拉库拉四世
德拉库拉三世
声：小西克幸（第5作）
德拉库拉二世
声：小西克幸（第5作）
初代德拉库拉伯爵
声：井上倫宏（第5作）
狼男
声：北川国彦（第1作） 、大竹宏（第3作）、島田敏（第4作）
名の判明している狼男などを以下に挙げる。アジアの最強吸血妖怪三人衆之一。
狼人威魯德（狼男ワイルド）
声：高戸靖広（第5作：先代と兼務）
在狼人一族中眾所矚目的新世代首領。
先代狼男
声：高戸靖広（第5作：ワイルドと兼務）
狼人沃夫岡（狼男ヴォルフガング）
声：草尾毅（第6作）
動畫第6作【西洋妖怪篇】登場。由巴克貝亞德率領來到日本的西洋妖怪三人眾之一與大幹部。當阿妮愛絲把阿爾卡那戒指給帶走然後趁機逃亡之時消滅掉南方妖怪的家鄉後向日本登陸的狼人，平常在表面上是以喜愛抽著雪茄、穿著當代的紅色企業家西裝的打扮與留山羊鬍的男性身分行動，既使是白天或者沒有滿月出現的晚上只要使出實力也能變身成狼人戰鬥。
魔女
声：坪井章子（第1作）、三輪勝惠（第3作）、佳友七絵、クロ（第4作）（日本）；雷碧娜（第4作劇場版3）（香港）
名の判明している魔女などを以下に挙げる。アジアの最強吸血妖怪三人衆之一。
ロンロン
声：麻生美代子（異聞妖怪奇譚）
ジニヤー
声：富沢美智惠
グルマルキン
声：伊倉一惠
ザンビア
声：野中藍
率領巫婆軍團進行總攻擊的新世代巫婆。
ザンビアの祖母/先代魔女
声：上村典子・中友子（第5作68話）
阿妮愛絲（アニエス）
声：山村響（第6作）（日本）、黃玉奇（台灣）
動畫第6作【西洋妖怪篇】登場。同時也是動畫第6作第27集起【西洋魔女篇】最主要的女主角。特徵是遺傳自母親的金色長髮與光鮮亮麗的紫色瞳孔，外觀推測跟真奈同年齡的少女，以前是巴克貝亞德率領之組織的其中一員。雖然評價和能力跟優秀的姊姊相比較相當差人一截，但實際上有潛在的高等能力，剛開始學習魔法的童年時代其魔力就受到巴克貝亞德本尊的賞識和注目，同時也被認為是「在接下來的布理加頓計劃中為最關鍵的中心人物」而被入選。事件解決後跟姊姊一起出發環遊世界，途中用灑砂婆婆的通信砂向鬼太郎通知吸血鬼拉塞納相關的情況。
安黛兒（アデル）
声：尤加奈（第6作）
動畫第6作【西洋妖怪篇】登場。魔女阿妮愛絲的姐姐，有著銀色直長髮和紅色瞳孔這兩個特徵的年輕魔女，跟母親和妹妹不同外表是戴著三角帽、右手裝備紅色護甲的裝扮。巴克貝亞德的參謀之一，與妹妹阿妮愛絲不同有著穩重的大人氣息而且相當冷靜的表情和坦率且實事求是的性格。
弗兰肯斯坦
声：今西正男（第1作）、西尾徳（第3作）、増谷康紀（第4作）、竹本英史（第5作）
維克托·弗兰肯斯坦（Victor Frankenstein）
聲：白石涼子（第6作）（日本）、邱佩轝（台灣）
動畫第6作【西洋妖怪篇】登場。由巴克貝亞德率領來到日本的西洋妖怪三人眾之一。外表是一副個子小、戴眼鏡然後眼睛不同顏色的改造人少年，然後個性相當粗暴且目中無人，但是在悲傷哭泣時會變身成過去身為科學怪人原本的樣子。為西洋妖怪三人眾當中唯一的科學家妖怪。最終因巴克貝亞德誤喝摻有森林之王的紅酒而被抑制住魔力，瞬間被當成巴克貝亞德吸收力量的對象。
吸血鬼賽納（吸血鬼ラ・セーヌ）
声：内海賢二（第1作）、飛田展男（第6作）
動畫第6作中為了要讓巴克貝亞德再次復活於是就來到日本收集女性人類的血液，外表如同於青少年的貴族大少爺。曾一度以為自己已經做掉鬼太郎與靈毛背心然而在根據地同樣被靈毛背心追著跑，雖然已經認輸求饒但被隨後追上的石動零給殺掉。
吸血鬼エリート/吸血鬼ジョニー
声：石田太郎（第5作）、中尾隆聖（第6作）
動畫第6作中由於在過去身為吸血鬼社會下層階級的他有著被貴族階級和王族階級給唾棄的回憶，於是決定去吸取菁英人士的血液希望就此提升地位。然後得知鬼太郎的存在後因為對於他打敗巴克貝亞德的相關事情非常忌妒下設局，最後在意外失去右手的情形下引火自焚而死。
貝利亞
声：内海賢二（第1作） 大木民夫（第3作）、沢木郁也（第4作）、西村知道（第6作）
動畫第6作為明治時期從葡萄牙來到日本意圖要侵略境港市當地的西洋妖怪大將軍，由於自身的魔力被當時的天狗長老封印，所以直到封印石被小次郎無意破壞之前淪為在日本各地擺攤賣舊書的流浪漢。意外恢復了力量之後毀掉天狗村莊，最後仍被看穿本體的鬼太郎給打敗，是巴貝利亞的手下。在毀滅村莊後被巴貝利亞招見過，得知指環的來龍去脈後才和鬼太郎等人戰鬥。
ブエル
声：森山周一郎（第2作）、槐柳二（第3作）、島田敏（第4作）、龍田直樹（第6作）
蝙蝠猫
声：矢田耕司（第3作）、松野太紀（第4作）、草尾毅（第6作）
動畫第6作在萬聖節當日來到日本收集血液來讓巴克貝亞德復活，在經過觀察之後發現最臭鼠人最單純於是嚇嚇他，後來去嚇人不成就跟臭鼠人私下交換條件。當他被臭鼠人欺騙時又在巧合下成為萬聖節派對群眾們的人氣王，最後當敗給鬼太郎以及萬聖節結束後主動回去城堡。
グレムリン
声：はせさん治（第3作）、平井啓二、粕谷雄太、高戸靖広（第5作）
吸血鬼卡米拉（吸血鬼カミーラ）
聲：井澤詩織（第6作）
動畫第6作【西洋妖怪篇】登場。由巴克貝亞德率領來到日本的西洋妖怪三人眾之一與大幹部，外表為身形相當妖豔的女吸血鬼、有著深長及膝的黑長髮和灰白色的皮膚，是性格冷酷且會縝密地設下陷阱讓對方上鉤的策略家、同時擁有類似魅魔且各種生物會深深著迷並且甘願被吸血的容貌。故事後期似乎已經收集足夠的血液準備讓巴克貝亞德復活。
木乃伊
バルモンド
声：森田成一
ゴーゴン
声：川上とも子
约奈路德
声：無し（喋らない）（第4作）、田の中勇（第5作和动画版恶魔君相同）
ブイイ
ジャイアント
声：増谷康紀（第4作）
ゴーレム
声:大友龍三郎（第5作）
子ゴーレム
声:中山さら（第5作）
魔火（まび）
声:田中一成（第5作）
パンサー
声:子安武人（第5作）
ベルゼブブ

#### 中国
チー
声：富田耕生（第2作）、宮川洋一（第3作）、野本礼三（第4作）、島田敏（第5作）
妖犬（ようけん）
声：清川元夢
天狗（てんぐ）
声：若本規夫（第3作）
山魈（さんしょう）
声：小宮山清（第3作）
紙の精（かみのせい）
夜叉（やしゃ）
声：杉浦宏策（第1作）、槐柳二（第3作）、橋本晃一（第4作）、大友龍三郎（第5作）、秋元羊介（第6作） 演：ソ・ジソブ
香港配音：陳廷軒（第5作）
動畫第5作中當遇到因學不會小提琴而陷入低潮的月野小夜子後，以實現他的願望為由憑依在他身上，然後也另外用吉他手川野作為混淆鬼太郎視線的假目標。本體為小夜子的長頭髮，最終正要取下鬼太郎的魂魄時因小夜子意志力動搖而被鬼太郎打敗。
動畫第6作偽裝成聖誕老人，以應景的聖誕節活動來誘騙許多小孩。但由於當場吸取蒼馬與大翔的魂魄時被真奈全程目睹，而脫離原本被收押且裝扮成聖誕老人的普通人替身開始在追殺真奈，最後在某個辦公大樓內被及時趕來的鬼太郎與貓女打倒。
〈女夜叉（にょやしゃ）型〉
声：津田延代（第3作）
長江の水虎
画皮（がひ）
声：無し（喋らない）（第3作）、松井菜桜子（第5作）、綠川光（第6作）
動畫第6作為畫軸裡面有著白色長髮的英俊美男子，哇哇爺在要送去妖怪拍賣市場的途中不小心弄丟，然後被正在回家路上的女高中生優奈（聲：桑島法子）撿回去後兩人開始熱戀。
黒怪物（くろかいぶつ）
声：塩屋浩三
くしゃみの精
声：丸山裕子
角端獣（かくたんじゅう）
虎男

#### 南方
チンポ
声：滝口順平（第3作）、古川登志夫（第4作）、岸尾だいすけ（第5作）、杉田智和（第6作）
動畫第6作為了要讓自己的村莊富足起來就來到日本打工賺錢，但因時代變遷自己的名字聽起來像是XXX又加上全裸的關係，而在求職路上一直不順，在真奈的協助和建議下於下半身套上毛巾與用「珍先生」這個化名得到一份物流業的工作。後來在外勞保羅生病、又在外籍勞工與日本勞工待遇不對等的情況下引起勞資糾紛，最終該物流公司被揭露為黑心公司後暫時去別處找工作，本名因為各種偶發狀況下無法及時說出來。
紅腹妖（アカマタ）
声：北川国彦（第1作）、宮内幸平（第3作）、古谷徹（第4作）、立木文彦（第5作）
やし落とし
声：山下啓介（第3作）、郷里大輔（第4作）、山本圭子（第5作）
妖怪樹（ようかいじゅ）/吸血樹（きゅうけつじゅ）
声：郷里大輔（第3作）、川浪葉子（第5作）
妖怪樹/吸血樹の芽
ペナンガラン
声：風間信彦（第4作）
アササボンサン
声：中井和哉（第4作）、竹本英史（第5作）
ランスブィル/ランスブイル
声：江川央生（第4作）、千葉一伸（第5作）
吸血鬼ピー
声：大竹宏（第3作）、屋良有作（第4作）、茶風林（第5作）、山崎巧（第6作）
居住在南洋叢林內，外觀與某個神獸相似的吸血鬼妖怪。
動畫第6作中於西洋情人節當天初次來到日本，把祖傳的紅色帽子送給臭鼠人後一開始是某村莊民眾陸續變成吸血鬼，後來把重傷的鬼太郎變成吸血鬼後引發了全球吸血鬼化事件，也讓眼珠老爹多次召喚魔幻火車讓唯一倖存者的貓女多次穿越時空。最後在甚麼都還沒做之下、被回到西洋情人節當天的貓女給打敗。
吸血鬼夢露（モンロー）
声：向井真理子（第3作）、百々麻子（第4作）、川浪葉子（第5作）、色川京子（第6作）
吸血鬼ピー的妻子，外觀參考自瑪莉蓮·夢露。
動畫第6作中也在西洋情人節當天初次來到日本，多次偽裝成恐山醫院的護士以帶走重傷的鬼太郎使其吸血鬼化，曾在幾個平行時空中被貓女給識破身分，最後也在甚麼都還沒做之下、被回到西洋情人節當天的貓女給打敗。
耳長（ミミナガ）
声：龍田直樹（第6作）
居住在馬來西亞叢林內的兔子妖怪，因為原本的家鄉被正在搜查阿妮愛絲行蹤的狼人沃夫岡消滅於是跟部分同伴搭船流亡日本，最後為了反抗被出現在鬼太郎森林的狼人沃夫岡給當場殺害。

#### 其他・不明
ラクシャサ
声：鹽澤兼人（第4作）
ギーガ

### 妖怪以外の鬼太郎の敵

#### ムー
創造主
ムー国総理大臣
歯痛殿下
ヤドカリマンモス
骸骨船長
軍事評論家
ガイコツベビー

#### 人間
にせ鬼太郎（にせきたろう）
山田秀一（やまだ しゅういち）
声：小宮山清（第1作）、鹽屋翼（第3作）、森久保祥太郎（まんがビデオ）
鬼道衆（きどうしゅう）
石動零（石動 零（いするぎ れい））
声：神谷浩史（第6作）
動畫第6作【地獄篇】第51集起的新登場人物，身為過去驅除妖怪的集團〈鬼道眾〉其中一派分支首領後裔的高中生男性。初次登場時正在追蹤著過去把他的故鄉和全家人給消滅掉的宿敵「大逆不道四大將」的下落。最後終於找到兇手九尾妖狐時一度不敵，由伊吹丸給予戰鬥力，成功與鬼太郎聯手打敗後出發去修行。
一刻堂（いっこくどう）
阿部の奉連想（あべのほうれんそう）
ギャング団

#### 其他敵人
大海獣（だいかいじゅう）
鉄の大海獣（てつのだいかいじゅう）
ろくろ魔羅（ろくろまら）
無名氏（名無し）
声：銀河萬丈（第6作）
第6作動畫登場的神祕反派人物，外觀是全身黑色披風、戴高帽子和能劇面具的中老年人。第2集登場時用倒五芒星的箭射中鬼太郎，第19集再次出現在鬼太郎面前，除了自稱自己從一開始並沒有名字外有說出自己跟真奈的前世有一定的關係，並且在一些妖怪所發生的事件後於她身上不同地方畫上倒五芒星的五種元素（風、火、水、土和木）。實際上是一位身為真奈前世的人族和鬼族結為夫妻後，還未出世就被殺害的胎兒，長年吸取人們怨恨與悲傷的負面能量下產生的樣貌。

### 建筑物
チー城

#### ゲゲゲハウス
声:千葉繁

#### 妖怪城
声：鈴木真仁（第5作）
第6作動畫設定為在當代的封印石被破壞，被當作水泥的材料興建成不同的建築物後以13位小孩的封印柱和三位妖怪的意念下所重現的城堡。

### 其他人類（第5作）
以下的人物均以登場的集數順。
青木
声：日比愛子
故事一開始登場剛進去洗澡時就被水虎給抓走的小學生。
赤井
聲：齊藤貴美子
一時興起把水虎從墳墓的封印中解放的四名小學生之一，在公園臨時上廁所的途中被水虎給抓走。
黑田
聲：松井摩味
香港配音：伍秀霞
首先提議來破壞墳墓、無意間水虎從封印中給解放的大胖子，後來也被水虎給抓走。
白石
聲：浦和惠
香港配音：陳凱婷
在黑田提議下跟著一起破壞墳墓、因此解放水虎的另外三位小孩之一，也是唯一一個在將要被水虎抓走時被鬼太郎所拯救的小孩。
根津三男
聲：大川透
香港配音：盧國權
惡名昭彰的黑心建築業者，由於在他所投標建造的建築物建案一完成，凡是在裡面進行該建築物施工的工人與監督會發生莫名其妙的命案，發現時所有人被吸收精氣死亡。另外又與臭鼠人合作，暗自進行黑心的炒地皮買賣，種種原因下就被外人取了"妖怪"的綽號。
月野小夜子
声：折笠富美子
香港配音：林芷筠
年僅18歲就登台演出並獲獎無數的天才小提琴手少女，然而卻因為過去的負面回憶讓夜叉藉此憑依，無意識地加害過去批評他的粉絲。最終因鬼太郎毫不屈服的精神而被打動，夜叉被打倒後決定宣布引退。
山田
声：平井啟二
香港配音：梁偉德
小夜子的忠實影迷之一，在拜訪小夜子住處的門口前變成其中一位被夜叉吸光靈魂的受害者。
川野
声：森岳志
香港配音：梁偉德
小夜子的忠實影迷之一，手持著吉他，在他練習時會來伴奏控制對方、並把忠實影迷的靈魂給吸走。由於住家裡面有吸取來的靈魂而被認為是夜叉本尊，後來在個人音樂會上被鬼太郎證實是夜叉控制、引開注意的傀儡。
佐竹博之
声：三宅健太
香港配音：張錦江
負責處理小夜子各種事務的所屬經紀人，委託鬼太郎解決靈異事件。
小綾
声：雪野五月
香港配音：何璐怡
居住在某小島上的女孩，某次在海邊散步途中發現身受重傷的木棉布，然後帶回去幫他療傷。然而於後來成為海座頭企圖攻擊的目標。
小林
声：阪口大助
香港配音：曹啟謙
接手拍攝二十年前尚未拍攝完的電影，然後親眼目睹沼御前現身的新任電影導演。
大島
声：山本圭一郎
香港配音：陳卓智
離任電影攝影師木村的助手之一，於木村二十年前的回憶中被沼御前殺害。
高田
声：平井啟二
香港配音：梁偉德
離任電影攝影師木村的助手之一，與大島相同在木村二十年前的回憶中被沼御前殺害。
木村六郎
声：乃村健次
香港配音：陳欣
於二十年前離任的流浪攝影師，在當時拍電影的時候目睹沼御前現身，在千鈞一髮之際被鬼太郎所救，成為當時唯一的倖存者。在二十年後由於那時經歷的事情沒人相信，所以只私下向最要好的退休導演吾島回憶說唯一後悔的事情是當時未能伸出援手救身邊的同事大島與高田，得知消息後警告現在的他們不要再繼續接手拍攝二十年前的同一部電影。
吾島
声：田中亮一
香港配音：招世亮
知道木村六郎過去發生的所有一切的退休導演。當沼御前現身的風波平息後，就向新來的電影導演小林說出了過去有關木村六郎所有的事情。
千繪
声：池田千草
香港配音：張頌欣
女演員。因為看不慣新任導演小林對他們與沼御前現身的事情相關的態度，就跟有交往關係的同行大久保設計想陷害小林，結果在沼御前現身時反遭殺害。
大久保
声：竹本英史
香港配音：張錦江
男演員，與千繪為情侶的關係，因為看不慣新任導演小林對他們與沼御前現身的事情相關的態度就跟千繪設計陷害小林，結果在沼御前現身時跟著被拖下水然後遭到殺害。
吉永
声：長嶝高士
香港配音：陳欣
一位上班族，性格粗暴且目無旁人。當來到拉麵店吃晚餐一聽到學生們對於在午夜十二點時出現的妖怪電車的傳聞就馬上駁斥，同時得罪了在拉麵店打工的貓女和鬼太郎，並認為自己不相信世界上有妖怪。起初在喝醉酒的情況下於新宿車站搭上了妖怪電車後仍然不相信有那回事，直到該電車行走在老舊的木造橋梁上還有發現沿途停靠站的站名牌感覺怪異時開始疑惑，接著在自己的上班族後輩木下現出真面目、被加牟波理道人強迫懺悔和得知這班車是開往地獄時嚇的精神崩潰。最後躺在住處所在地的奧多摩靈園車站月台上，隨後向警察自首說他就是一年前把上班族木下給推下懸崖的兇手。
木下
声：宮田幸季
香港配音：陳卓智
吉永的上班族後輩。為人單純老實，實際上早已在一年前被吉永推下懸崖，然後以魂體的方式出現在吉永的身邊。
阿朗
声：高塚正也
香港配音：林保全
在警方搜查界裡面非常出名的刑警。具有靈視能力，於電視上的訪談節目裡說出那位上班族木下早就已經在一年前被推下懸崖死亡的事實。
鈴村翔子
声：小林由美子
白神山建築工地管理長勇作的女兒，在偶然的情形下在工地現場目睹到雷獸，知道白神山上的「雷石」被人擅自移動而惹雷獸生氣的傳聞，因為只有他能看的見本體所以被不相信的父親斥責。
鈴村勇作
声：鹽屋浩三
翔子的父親。擔任白神山建案工地現場的管理長，不相信自己負責管理的工地有雷獸出現，就訓斥了自己的女兒。
順平
声：佐藤智惠
鈴村翔子的兩名同班同學之一，知道了鈴村翔子遇到雷獸的一切遭遇後，就盡全力來從中協助。
孝太
声：山口真弓
鈴村翔子的兩名同班同學之一，知道了鈴村翔子遇到雷獸的一切遭遇後，就幫他想辦法。
次郎二人組
声：田中一成、西脇保
香港配音：陳卓智、黃榮璋
兩名相聲演員。
片岡千草
声：前田愛
香港配音：曾佩儀
普通女高中生。發現自己的父親每天晚上會去接不知道是誰打來的電話，然後當聽到傳聞說那是被惡靈詛咒的鬼電話後曾多次去阻止不成就找班上的同學明日美來尋求方法，從中得知的鬼太郎的信箱網址並寄了一封電子信箱來要求委託。
片岡彰子
声：山崎和佳奈
香港配音：伍秀霞
千草的母親。多年前在公用電話亭裡面講電話向當時慶祝四歲生日的女兒報平安的時候被失控的車子撞上電話亭，然後當場被撞死，然後靈魂就被封印在案發當時的公用電話亭裡面。
片岡守
声：橋本晃一
香港配音：陳欣
千草的父親。因為在偶然間從午夜十二點打來的電話中聽到已經死亡多年妻子的聲音，就思念起事故發生前與妻子在一起的時光，然後從那時起一直固定在午夜十二點的時候接電話。
明日美
声：安田早希
香港配音：黃麗芳
千草的同學。得知朋友家中的情形後就提供了鬼太郎信箱的網址和寄送的方法。
銀原
声：星野充昭
香港配音：陳欣
經營自家珠寶店的店長。
正行
声：三浦祥朗
香港配音：黃榮璋
某小島當地村莊長者的兒子。為了要替自己賺到一大把金錢就去島上的禁地來牟利，結果不小心把封印給破壞放出了牛鬼，而因此變成受害者之一。
里奈
声：中原麻衣
香港配音：曾佩儀
卓也的姊姊。因為很擔心弟弟卓也最近沉迷於遊戲的情況，就主動找貓女來解決問題。
跟第37集登場的里奈不是同一人，聲優也不同。
卓也
声：高木禮子
香港配音：林丹鳳
一位沉迷於遊戲裡面的中學生。
小智
声：大本真基子
香港配音：黃鳳英
在某戶人家跟卓也一起玩遊戲的同學之一。
亞莉亞·普雷斯坦（アリア·プレスタイン（Aria Puresutain））
声：久川綾
香港配音：陳凱婷
遠從德國向鬼太郎請求委託來除去家中妖怪的千金大小姐。
里見
声：野中藍
香港配音：鄭麗麗
憧憬山下老師的小學女學生。為了要去尋找老師的下落就去河童可能出現的地方冒險。
山下老師
声：稻田徹
香港配音：潘文柏
曾經跟里見提過自己有來到河童的國度、並且玩相撲的小學老師。後來於再次尋找河童的國度時下落不明，最後從遇到不小心誤闖河童的國度的學生里見的反應中認出來，然後進行最後一場相撲要讓里見離開這個地方，里見離開前曾說過在下落不明的那段時間裡面自己變成了河童樣子的經過。
蛭田
声：一條和矢
香港配音：伍博民
撰寫《妖怪景點》著作的出書作家，因為自己的作品多次不被出版社所接受就陷入煩惱。
後來在偶然的情形下在書中所寫的妖怪景點變成真實，因此意外成名。
坂口
声：吉水孝宏
香港配音：陳欣
蛭田在寫作上的同事，在得知朋友寫的作品不被出版社接受後就勸告他放棄寫作。
健一
声：安田早希
香港配音：張裕東
夢想著自己成為能在國際太空站工作的太空人的男孩，由於是被反枕妖怪給盯上的目標然後使其得逞，後來就成為惡夢、變成眾多的受害者之一。
亮太
声：進藤尚美
香港配音：黃鳳英
夢想著自己創造出一間和諧動物園的男孩，由於是被反枕妖怪給盯上的目標然後使其得逞，後來就成為惡夢、變成眾多的受害者之一。
舞子
声：名塚佳織
香港配音：鄭麗麗
夢想自己成為出色的花式溜冰選手的女孩，然而因其美好的夢境緣故被反枕妖怪盯上，在鬼太郎中途介入阻止下差點讓反枕妖怪得逞變成惡夢、使其成為反枕妖怪的受害者之一。
井森真名
声：須藤祐實
香港配音：梁少霞
羽原的同學之一，因為姓名是伊呂波順的第一個，然後在校外教學的前日於家中被狂骨攻擊的小學生。
廬山辰美
声：佐藤智惠
香港配音：曹啟謙
與二宮惠太同班的朋友，因為姓名是伊呂波順的第二個，然後在校外教學當日於觀光景點被狂骨攻擊的小學生。
羽原舞
声：小林由美子
香港配音：曾秀清
與二宮惠太同班的朋友，在校外教學中對二宮惠太產生好感。因為姓名是伊呂波順的第三個，也成為狂骨攻擊的對象。不過在二宮惠太與貓女的聯手下阻止，差點成為受害者。
二宮惠太
声：白石涼子
香港配音：黃鳳英
和羽原舞同班的男學生，亦為羽原舞好感的對象。從擔任導遊的貓女口中得知了受害者與狂骨之間的真相，然後出面拯救了險些被攻擊的羽原舞。由於姓名剛好是伊呂波順的第四個所以自己也險些被攻擊。
和雄
声：福圓美里
香港配音：梁少霞
在鬼太郎想嘗試騎自行車時，主動來教鬼太郎騎車的內向小男孩。受到吃腳皮怪的挑釁決定向他挑戰玩陀螺。
正岡
声：山野井仁
香港配音：潘文柏
在人間帶頭去搶珠寶店的黑衣男子，隨後為了躲避警察追緝就在意外之下逃入妖怪大街，不承認街上遇到的都是貨真價實的妖怪，隨後在發現同夥忽然失蹤、撒沙婆婆顯現出真面目後開始恐慌，然後被眾多妖怪嚇到昏厥，成為最後一位被帶入地獄警察局的搶匪。
豆村
声：太田真一郎
香港配音：葉振聲
正岡的手下之一，臉細細長長。與另外兩人逃到妖怪大街、不承認自己遇到的都是貨真價實的妖怪，然後成為第二個被帶入地獄警察局的珠寶店搶匪。
吉川
声：高塚正也
香港配音：雷霆
正岡的手下之一，戴眼鏡。與另外兩人逃到妖怪大街、不承認自己遇到的都是貨真價實的妖怪，之後成為第一個被帶入地獄警察局的搶匪。
加奈
声：釘宮理惠
香港配音：何璐怡
里奈的妹妹，有著一頭烏黑的長髮為其特徵。因為不希望姊姊在忌妒心作祟下被黑髮妖附身而使其痛苦，就自願剪下自己的頭髮來喚回姊姊。
秀丸
声：私市淳
花子
声：笹島かほる
邦男
声：森川智之
香港配音：梁偉德
杏子
声：雪野五月
香港配音：陳凱婷
康一
声：高木禮子
香港配音：雷碧娜
美季
声：神田朱未
香港配音：劉惠雲
隆志
声：置鮎龍太郎
太一
声：廣橋涼
和也
声：日比愛子
阿瞬
声：鈴木真仁
未來
声：小林由美子
康平
声：大本真基子
高木
声：掛川裕彥
信司
声：岸尾大輔
雪子
声：加藤英美里
AYA（AYA）
声：尤加奈
大林久美（大林クミ）
声：齋藤千和
一名小學女學生。與三位朋友在公園玩的時候不小心解除樹木子的封印，使其成為目標之一。最後被蒼坊主和後來的鬼太郎所拯救，從蒼坊主那邊收下做為禮物的藥膏。
健司
声：木內玲子
大林久美的同班同學與朋友之一，由於目擊了樹木子的覺醒而被成為目標之一，第一個被害的受害者。
夏樹
声：津村真琴
大林久美的同班男學生。由於目擊了樹木子的覺醒而被成為目標之一，在發現危機找上門時就想要打電話向朋友求助時遭到樹木子攻擊，發現時身體被吸成人乾。
小林智（小林さとし）
声：くまいもとこ
美乃里（みのり）
声：生天目仁美
戶田
声：島香裕
內田
声：田中一成
阿強
声：比嘉久美子
市太郎（いちたろう）
声：岡本寬志
源悟郎（源 悟郎（みなもと ごろう））
声：大塚明夫
小遙
声：釘宮理惠
真奈美（マナミ）
声：福圓美里
田中學長（田中先輩）
声：濱田賢二
橋本
声：稻田徹
麻由
声：牧野由依
宮子
声：神田朱未
金太
声：日比愛子
賴子
声：伊藤加奈惠
真由美（まゆみ）
声：西村千奈美
裕人
声：進藤尚美

## 原作漫畫
墓場鬼太郎
水木茂在創作出租漫畫時連載的作品，創作期間1959年至1964年。當時劇情內容是走向怪異奇聞的風格，鬼太郎在裡頭的角色定位也不像現在是為正義挺身的英雄，而是會令人感到不安、使他人陷入不幸的傢伙。
墓場鬼太郎→咯咯咯鬼太郎（墓場の鬼太郎→ゲゲゲの鬼太郎）
1965年後水木茂開始在週刊少年Magazine上連載鬼太郎漫畫，作品名稱也重新取名成《墓場鬼太郎》，最先刊登的故事名為當年8月1日發表的「手」，在部份的連載故事也有從前一作「墓場鬼太郎」中裡截取再重新改繪後刊登，如「迷霧裡的強尼（霧の中のジョニー）」改以「吸血鬼艾利德（吸血鬼エリート）、「我是新生（ボクは新入生）」改以「朧車」的新標題名發表，而劇情內容上也從先前奇聞異事的風格慢慢走向鬼太郎替人類擊退壞妖怪的情節，之後和首次在電視上放映的動畫一同將名稱更改為「ゲゲゲの鬼太郎」，也將鬼太郎塑造為正義英雄的形象。
《咯咯咯鬼太郎》相關的系列作有1976年的鬼太郎一行人旅行各國並邊擊退當地妖怪的「鬼太郎の世界おばけ旅行」，而在1985~1987期間連載的「新編ゲゲゲの鬼太郎」、「鬼太郎地獄編」裡的內容多次改編在當時上映的第三作電視動畫，90年代ゲゲゲの鬼太郎的新連載為1990~1992期間的「鬼太郎国取り物語」，另外1996發表「鬼太郎霊団 ─ 阿倍奉連想」及1997的「セクハラ妖怪いやみ」後便無續作，至今為休刊狀態。
《咯咯咯鬼太郎》這個頭銜稱號來自於作者水木茂（水木しげる）的綽號。作者小時後總是把自己的名字「しげる」（SHIGERU）唸成「げげる」（GEGERU），因此附近的頑皮小孩給他取了「げげ」(ゲゲ，GEGE)這樣的綽號。
新咯咯咯鬼太郎（新ゲゲゲの鬼太郎/続ゲゲゲの鬼太郎）
1977年連載完ゲゲゲの鬼太郎的「鬼太郎の世界おばけ旅行」系列作品後、水木茂創造了另一種風格的鬼太郎「新ゲゲゲの鬼太郎」，內容為長大成青少年的鬼太郎化名成「田中ゲタ吉」後，住在人類的公寓內並於一間名叫「墓之下高校」的學校就讀，打扮上也改成穿著與靈毛背心造型相似的長袖衣並搭配牛仔長褲（也有此長袖衣是由靈毛背心變來的設訂）。
故事上不同先前為打敗壞妖怪的劇情架構，內容多次牽扯到與性相關的成人題材（另外ゲゲゲの鬼太郎單行本18集最後一回「竹切狸」，竹切狸用生殖器攻擊，若怕有不好回憶，建議不看），中間期間也有穿插著鬼太郎挑戰棒球、相撲的額外作品「スポーツ狂時代」。此系列在一年多後於1978年12月14日結束連載。

### 衍生作品
ゲゲゲの鬼太郎 妖怪千物語
授權予GUNDAM漫畫家星野龙一繪製的延伸漫畫作品「ゲゲゲの鬼太郎 妖怪千物語」；2004年在漫畫週刊ComicBonBon連載，內容與原作ゲゲゲの鬼太郎同為鬼太郎一行人為人類與妖怪之間的協和奮戰的故事。
漫畫中貓女的打扮在初期為長髮、華麗的連身洋裝造型，之後改成和電視第五作動畫裡貓女相同的造型。

## 動畫
- 片頭主題曲「ゲゲゲの鬼太郎」從一而終，每代皆相同（只是曲風和演唱的歌手除了劇情上有連接的第一、二代每代都不一樣）。而《墓場鬼太郎》則採用不同的片头曲。

### 主要角色聲優更迭
- 鬼太郎的歷代配音皆是女性，只有真人剧场版是男性演员。
- 眼珠爺爺的歷代配音，第1至5代皆由聲優田野中勇詮釋(至2010年1月13日過世)，第6代則改由替最初的鬼太郎配音的聲優野澤雅子擔任。
- 2008年，鬼太郎系列的原點作品《墓場鬼太郎》動畫化時，聲優均由第一代黑白版動畫的配音員配音。
  - 在《電影版妖怪手錶：暗影面 鬼王的復活》，鬼太郎的聲優也是第一代的野澤雅子。[3]

| 演出系列作                  | 鬼太郎   | 眼珠爺爺 | 臭鼠人     | 貓女       | 撒砂婆婆 | 哇哇爺   | 木綿布            | 塗壁                       |
| 日本                        | 日本     | 日本     | 日本       | 日本       | 日本     | 日本     | 日本              | 日本                       |
| --------------------------- | -------- | -------- | ---------- | ---------- | -------- | -------- | ----------------- | -------------------------- |
| 第一作                      | 野澤雅子 | 田野中勇 | 大塚周夫   | 山口奈奈   | 小串容子 | 永井一郎 | 杉浦宏策 富田耕吉 | 北川国彦 内海賢二 富田耕吉 |
| 第二作                      | 野澤雅子 | 田野中勇 | 大塚周夫   | 小串容子   | 山本圭子 | 矢田耕司 | 山田俊司          | 山田俊司                   |
| 第三作                      | 戶田惠子 | 田野中勇 | 富山敬     | 三田友子   | 江森浩子 | 永井一郎 | 八奈見乘兒        | 屋良有作                   |
| 第四作                      | 松岡洋子 | 田野中勇 | 千葉繁     | 西村千奈美 | 山本圭子 | 鹽屋浩三 | 龍田直樹          | 龍田直樹                   |
| 第五作                      | 高山南   | 田野中勇 | 高木涉     | 今野宏美   | 山本圭子 | 龍田直樹 | 八奈見乘兒        | 龍田直樹                   |
| 第六作                      | 澤城美雪 | 野澤雅子 | 古川登志夫 | 庄司宇芽香 | 田中真弓 | 島田敏   | 山口勝平          | 島田敏                     |
| 台灣                        |          |          |            |            |          |          |                   |                            |
| 第四作                      | 詹雅菁   | 李世揚   | 李世揚     | 雷碧文     | 許雲雲   | 陳幼文   | 李世揚            | 陳幼文                     |
| 第五作                      | 詹雅菁   | 李世揚   | 李世揚     | 雷碧文     | 許雲雲   | 陳幼文   | 李世揚            | 陳幼文                     |
| 妖怪手錶電影版 (跨作品演出) | 馮嘉德   | 陳彥鈞   | 孟慶府     | 連婉鈞     | 崔幗夫   | 張騰     | 不適用            | 不適用                     |
| 第六作                      | 邱佩轝   | 陳余寬   | 張敦喻     | 張雅婕     | 邱佩轝   | 張敦喻   | 陳余寬            | 吳愷笛                     |

### 第一作（1968年）
鬼太郎第一部也是唯一的黑白動畫。當時上映時東映公司覺得原作名「墓場の鬼太郎」裡的「墓場」
兩個字可能對贊助商不太有吸引力，於是將動畫的主題歌「ゲゲゲの鬼太郎」（衉衉衉的鬼太郎）移作為節目名稱
（當時最後成為節目贊助商為食品公司日清西斯科），這項決定也讓水木茂後續創作的鬼太郎漫畫也一併更改成「ゲゲゲの鬼太郎」。
第一作電視動畫成功帶動了當時引發的妖怪文化熱潮，不但贊助商日清西斯科（Nissin Cisco ）推行了「鬼太郎巧克力」相關零食，也讓另一家電影公司「大映京都」數年後拍起日本妖怪風格的三部特攝電影「妖怪百物語」、「妖怪大戦争」、「東海道お化け道中」。

主要角色及配音員
- 鬼太郎：野澤雅子
- 眼珠老爹：田野中勇
- 鼠男：大塚周夫
- 撒沙婆婆：小串容子
- 子泣爺爺：永井一郎

#### 播放電視台
| 日本 富士電視台 星期三18:15 節目 | 日本 富士電視台 星期三18:15 節目     | 日本 富士電視台 星期三18:15 節目 |
| -------------------------------- | ------------------------------------ | -------------------------------- |
|                                  | 鬼太郎 第1作 （1968年1月-1968年3月） |                                  |
| Possible Possum 重播             | 原子小金剛 第1作                     |                                  |
| 星期日18:30 節目                 |                                      |                                  |
| 駭速快手 第1作，重播             | 鬼太郎 第1作 （1968年4月-1969年3月） | 忍風カムイ外伝                   |

### 第二作（1971年）
鬼太郎首部的彩色動畫。劇情方面有創作牽扯公害、垃圾污染、人性慾望等社會議題故事。在角色方面動畫製作組
將猫女升格為主要角色，而鬼太郎伙伴的固定成員「鼠男、貓女、撒沙婆婆、子泣爺爺、塗壁與一反木棉」也在本作確定；
另外撒砂婆婆經營的「妖怪公寓」（妖怪アパート）也於第二作動畫首次登場」這兩項設定在後續作品都持續延用著，此外本作也是唯一劇情上有與前作連接的一作（後面的作品都無與前作連接）。
主要角色及配音員
- 鬼太郎：野澤雅子
- 眼珠老爹：田野中勇
- 鼠男：大塚周夫
- 貓女：小串容子

#### 播放電視台
| 日本 富士電視台 星期四19:00 節目 | 日本 富士電視台 星期四19:00 節目             | 日本 富士電視台 星期四19:00 節目 |
| -------------------------------- | -------------------------------------------- | -------------------------------- |
|                                  | 鬼太郎 第2作 （1971年10月7日-1972年9月28日） |                                  |
| 飘泊的太阳                       | ハゼドン                                     |                                  |

### 第三作（1985年）
鬼太郎收視最高的黃金時期，平均收視率為23·3％，其中第24集「消失的孩子們!？妖怪姑獲鳥(子供が消える!?妖怪うぶめ)」更創下鬼太郎動畫史上最高收視數字29·6％。
第三作在劇情上讓鬼太郎性格上增加了熱血英雄風格；加強他與妖怪伙伴、人類之間的互動，並使用了少年漫畫裡常出現的「主角對抗命中宿敵」橋段，讓妖怪「滑瓢妖」（ぬらりひょん）首次被設定為鬼太郎的主要反派。
另外登場人物方面；增加原創人類少女角色「天童夢子」（天童ユメコ）、並在動畫後半期新增沖繩妖怪希撒（シーサー）為固定班底角色。
動畫在最後一集結束後，額外上映共7集的特別劇情，內容為鬼太郎與伙伴在地獄尋找他親生母親的「地獄篇」。
主要角色及配音員
- 鬼太郎：戶田惠子（日本）
- 眼珠老爹：田野中勇（日本）
- 鼠男：富山敬（日本）
- 貓女：三田優子（日本）
- 天童夢子：色川京子（日本）
- 撒砂婆婆：江森浩子（日本）
- 子泣爺爺：永井一郎（日本）
- 滑瓢妖：青野武（日本）
- 巴克貝亞德（バックベアード、 Back Beard）：柴田秀勝（日本）

#### 播放電視台
| 日本 富士電視台 星期六18:30 節目 | 日本 富士電視台 星期六18:30 節目             | 日本 富士電視台 星期六18:30 節目 |
| -------------------------------- | -------------------------------------------- | -------------------------------- |
|                                  | 鬼太郎 第3作 （1985年10月12日-1988年2月6日） |                                  |
| 阿爾卑斯玫瑰                     | 小松君 第2作                                 |                                  |

### 鬼太郎地獄篇（1988年）

#### 播放電視台
| 日本 富士電視台 星期一19:00 節目 | 日本 富士電視台 星期一19:00 節目      | 日本 富士電視台 星期一19:00 節目 |
| -------------------------------- | ------------------------------------- | -------------------------------- |
|                                  | 鬼太郎 地獄編 （1988年2月-1988年3月） |                                  |
| ひょうきんミニ放送局             | 魁!!男塾                              |                                  |

### 第四作（1996年）
第四作捨棄上一作熱血少年英雄風格、回歸原作略帶陰森的氣氛，登場的妖怪外貌也多以原作漫畫造型為主，當時作者水木茂當對此作品的期許是「希望能畫出像宮崎駿那樣的動畫」。
在故事中有讓演唱本次動畫主題、片尾曲的「憂歌團」於第33集「逆襲!妖怪さら小僧」串場演出，另有名演員佐野史郎替第57集「吸血鬼エリート!」登場的妖怪吸血鬼エリート配音，以及名推理小說作家「京極夏彥」為第101集「言霊使いの罠!」編寫劇本並為該集登場的言靈師「一刻堂」配音。
台湾animax的国语配音版由于年代久远保留的人也少，资源已缺失。
主要角色及配音員
- 鬼太郎：松岡洋子（日本）
- 眼珠老爹：田野中勇（日本）
- 鼠男：千葉繁（日本）
- 貓女：西村千奈美（日本）
- 撒砂婆婆：山本圭子（日本）
- 子泣爺爺：鹽屋浩三（日本）
- 塗壁：龍田直樹（日本）
- 滑瓢妖：西村知道（日本）
- 巴克貝亞德：佐藤正治（日本）

#### 播放電視台
| 日本 富士電視台 星期日9:00-9:30 節目 | 日本 富士電視台 星期日9:00-9:30 節目        | 日本 富士電視台 星期日9:00-9:30 節目 |
| ------------------------------------ | ------------------------------------------- | ------------------------------------ |
|                                      | 鬼太郎 第4作 （1996年1月7日-1998年3月29日） |                                      |
| 空想科學世界                         | 甜蜜小天使 第3作                            |                                      |

| 台灣 Animax 星期一至五18:00-19:00 節目 | 台灣 Animax 星期一至五18:00-19:00 節目                 | 台灣 Animax 星期一至五18:00-19:00 節目 |
| -------------------------------------- | ------------------------------------------------------ | -------------------------------------- |
|                                        | 鬼太郎 第4作 第1-52话 （2008年3月19日-2008年5月29日）  |                                        |
| 烈火之炎 重播                          | 櫻桃小丸子 重播                                        |                                        |
| 星期一至五18:00-19:00 節目             |                                                        |                                        |
| 鬼太郎 第4作 第1-52话 重播             | 鬼太郎 第4作 第53-114话 （2009年6月2日-2009年9月21日） | 鬼太郎 第4作 第53-114话 重播           |

### 第五作（2007年）
與前四作最大不同在於鬼太郎身邊的妖怪伙伴不再各自居留在不同的地方，而是一同住在宛如小村莊般的「妖怪横丁」，增加成員方面除了原作就登場過的配角：「呼子」、「油僧人（油すまし）」外，還增加了原作裡原屬反派的角色：「傘妖（傘化け）」、「川獺（かわうそ）」；與原作幾乎未登場的妖怪：「長脖子女妖（ろくろ首）」、「黑齒女鬼（お歯黒べったり）」…等等，使本作鬼太郎擁有歷代數量最多、龐大的伙伴陣容。
第五作在新增原創劇情、角色、鬼太郎攻擊招式方面比先前的作品多外，另外也大力主打著新造型風格的貓女，使原作都與鬼太郎一同行動的鼠男在本次作品戲份不如以往的多。
主要角色及配音員
- 鬼太郎：高山南（日本）；黃玉娟（香港）；詹雅菁（台灣）
- 眼珠老爹：田野中勇（日本）；陳永信（香港）；李世揚（台灣）
- 鼠男：高木涉（日本）；林國雄（香港）；李世揚（台灣）
- 貓女：今野宏美（日本）；楊善諭（香港）；雷碧文（台灣）
- 撒砂婆婆：山本圭子（日本）；林丹鳳（香港）；許雲雲（台灣）
- 子泣爺爺：龍田直樹（日本）；黃子敬（香港）；陳幼文（台灣）
- 一反木棉：八奈見乘兒（日本）；張錦江（香港）；李世揚（台灣）
- 滑瓢妖（好閑人）：青野武（日本）；張炳強（香港）；陳幼文（台灣）
- 巴克貝亞德：柴田秀勝（日本）；陳曙光（香港）

#### 各集標題
| 話數 | 日文標題 | 中文標題                       |
| ---- | -------- | ------------------------------ |
| 1    |          | 住著妖怪的小鎮                 |
| 2    |          | 比比比 鼠男!                   |
| 3    |          | 可疑的旋律!夜叉                |
| 4    |          | 男人!一反棉布                  |
| 5    |          | 被詛咒的電影                   |
| 6    |          | 大恐慌!妖怪小巷                |
| 7    |          | 燃燒吧!眼珠老爸                |
| 8    |          | 宿敵!滑瓢                      |
| 9    |          | 前往那個世界的幽靈電車         |
| 10   |          | 狂暴之神!雷獸                  |
| 11   |          | 妖怪相聲                       |
| 12   |          | 靈界來的電話鈴聲               |
| 13   |          | 奮鬥 塗牆保鑣                  |
| 14   |          | 鬼太郎殘死!?牛鬼復活           |
| 15   |          | 工作吧 眼球老爸                |
| 16   |          | 妖怪是遊戲達人?！              |
| 17   |          | 流浪的藍和尚                   |
| 18   |          | 古城裡發光的黑眼               |
| 19   |          | 河童池的相撲大會               |
| 20   |          | 從黑暗來得聲音 幽靈之地        |
| 21   |          | 只有頭?妖怪戀愛物語            |
| 22   |          | 真假鬼太郎                     |
| 23   |          | 美食家?海螺鬼                  |
| 24   |          | 夢境中的決鬥!還枕              |
| 25   |          | 妖怪大運動會                   |
| 26   |          | 妖怪偶像!阿瑪比埃              |
| 27   |          | 地獄的戒律!奔跑阿鼠男          |
| 28   |          | 鬼太郎恐龍 現身!               |
| 29   |          | 貓女的妖怪巴士觀光             |
| 30   |          | 鬼太郎 抹殺作戰                |
| 31   |          | 妖怪陀螺大賽!                  |
| 32   |          | 登陸!西洋妖怪的威脅            |
| 33   |          | 日本妖怪 大反擊                |
| 34   |          | 妖怪小鎮的地獄流               |
| 35   |          | 死神的極樂旅遊                 |
| 36   |          | 營救 眼球老爸                  |
| 37   |          | 鬼太郎敗北!怨念之鬼髮          |
| 38   |          | 鼠男做老爸                     |
| 39   |          | 滑瓢臨終之日                   |
| 40   |          | 大熱銷!鬼太郎商品              |
| 41   |          | 打倒鬼太郎!鼠男大反擊          |
| 42   |          | 歐貝貝沼澤的妖怪 川瀨          |
| 43   |          | 妖怪神祕列車                   |
| 44   |          | 超邪惡!眼球老爸                |
| 45   |          | 貓女騷動!?有妖怪女招待的咖啡館 |
| 46   |          | 蛇女戈爾貢的晚餐會             |
| 47   |          | 妖怪大審判                     |
| 48   |          | 戰鬥吧!gegege house            |
| 49   |          | 黃泉七神使                     |
| 50   |          | 被詛咒的新娘!陰摩羅鬼          |
| 51   |          | 貓女的東京妖怪觀光             |
| 52   |          | 恐怖! 夜道怪                   |
| 53   |          | 白山和尚 比八!鬼屋             |
| 54   |          | 傑出吸血鬼                     |
| 55   |          | 百目的詛咒                     |
| 56   |          | 被禁止的海角!磯女              |
| 57   |          | 傳說中的大妖怪!鵺              |
| 58   |          | 寵物妖怪!白容裔                |
| 59   |          | 克萊姆林登陸東京!              |
| 60   |          | 工作吧!!妖怪幹勁十足           |
| 61   |          | 妖怪城的團團和尚               |
| 62   |          | 吊死鬼的死亡召喚               |
| 63   |          | 日本妖怪全滅!?妖怪綢緞!!       |
| 64   |          | 魍魎之夜                       |
| 65   |          | 詛咒之鳥!姑獲鳥飛舞            |
| 66   |          | 盤子小子!妖怪最暢銷圖表        |
| 67   |          | 會行走的吸血樹!樹木子          |
| 68   |          | 地獄總決戰 西洋妖怪總登場!     |
| 69   |          | 鬼太郎大異變! 地窖僧           |
| 70   |          | 不可能退治?!泥田坊             |
| 71   |          | 南方妖怪 登陸日本!!            |
| 72   |          | 妖怪城始動!!朱之盤奮戰記       |
| 73   |          | 妖怪四十七士之謎               |
| 74   |          | 一反木棉!鹿兒島決戰!!          |
| 75   |          | 尊者入道的妖怪學校             |
| 76   |          | 最強組合!! 南方&中國妖怪!!     |
| 77   |          | 雪女!美麗的復仇鬼              |
| 78   |          | 憤怒的亡者!饑神                |
| 79   |          | 執念的妖蛇!野槌蛇!!            |
| 80   |          | 美女與寢肥! 連續妖怪事件       |
| 81   |          | 決鬥!妖怪獵人對針女            |
| 82   |          | 命懸一線!赤舌溫泉              |
| 83   |          | 燃燒吧!小豆聯盟                |
| 84   |          | 野寺和尚!夜間鐘鳴              |
| 85   |          | 鬼太郎絕叫!妖怪城的王牌招數!!  |
| 86   |          | 背後壓迫的恐怖! 後神           |
| 87   |          | 巨人!格萊姆之淚                |
| 88   |          | 妖怪死鬥!! 橫穿地獄的問答!!    |
| 89   |          | 臘月的奇蹟!忙碌的鬼太郎!！     |
| 90   |          | 新年大暴走! 鬼太郎火車!!       |
| 91   |          | 妖怪筆師! 一目小僧             |
| 92   |          | 凶猛!妖怪水車!!加油吧 浪小子   |
| 93   |          | 怪物樓的妖怪紳士!              |
| 94   |          | 沖繩守護神 獅子的正體          |
| 95   |          | 妖怪糖果!情人節作戰            |
| 96   |          | 奇怪的羅曼!妖花的邀請          |
| 97   |          | 衝擊!鬼太郎變成了貓咪          |
| 98   |          | 老爸大充血 勇者鬼太郎          |
| 99   |          | 都市的天守閣!妖怪龜姬          |
| 100  |          | 永別了父親 天狗王受威脅        |

#### 播放電視台
| 日本 富士電視台 星期日9:00-9:30 節目 | 日本 富士電視台 星期日9:00-9:30 節目        | 日本 富士電視台 星期日9:00-9:30 節目 |
| ------------------------------------ | ------------------------------------------- | ------------------------------------ |
|                                      | 鬼太郎 第5作 （2007年4月1日-2009年3月29日） |                                      |
| 數碼寶貝拯救隊                       | 七龍珠改                                    |                                      |

| 香港 J2 星期日23:15-00:05 節目 （2010年2月14日暫停播出；2010年2月21日起改為23:15-23:45播出） | 香港 J2 星期日23:15-00:05 節目 （2010年2月14日暫停播出；2010年2月21日起改為23:15-23:45播出） | 香港 J2 星期日23:15-00:05 節目 （2010年2月14日暫停播出；2010年2月21日起改為23:15-23:45播出） |
| -------------------------------------------------------------------------------------------- | -------------------------------------------------------------------------------------------- | -------------------------------------------------------------------------------------------- |
|                                                                                              | 鬼太郎 第5作 第1-52话 （2009年9月6日-2010年3月28日）                                         |                                                                                              |
| —                                                                                            | 噬魂師                                                                                       |                                                                                              |

| 台灣 台視 星期六17:30-18:00 節目       | 台灣 台視 星期六17:30-18:00 節目                        | 台灣 台視 星期六17:30-18:00 節目 |
| -------------------------------------- | ------------------------------------------------------- | -------------------------------- |
|                                        | 鬼太郎 第5作 第1-42话 （2010年3月13日-2010年12月25日）  |                                  |
| 數碼寶貝拯救隊                         | 魔導少年 重播                                           |                                  |
| 台灣 Animax 星期一至五08:30-09:00 節目 |                                                         |                                  |
| 交響情人夢                             | 鬼太郎 第五作 第1-50话 （2010年11月12日-2011年1月20日） | 韋駄天翔 重播                    |
| 台灣 ANIMAX 星期一至五 16:30~17:00     |                                                         |                                  |
| —                                      | 鬼太郎 第5作 （2012年8月22日-2012年11月1日）            | （2012年11月2日-2013年）         |

### 第六作（2018年）
主要角色及配音員
- 鬼太郎：澤城美雪（日本）；邱佩轝（台灣）
- 眼珠老爹：野澤雅子（日本）；陳余寬（台灣）
- 鼠男：古川登志夫（日本）；張敦喻（台灣）
- 貓女：庄司宇芽香（日本）；張雅婕（台灣）
- 犬山真奈：藤井幸代（日本）；黃玉奇（台灣）
- 撒砂婆婆：田中真弓（日本）；邱佩轝（台灣）
- 子泣爺爺：島田敏（日本）；張敦喻（台灣）
- 塗壁：島田敏（日本）；吳愷笛（台灣）
- 一反木棉：山口勝平（日本）；陳余寬（台灣）

- 安妮絲：山村響（日本）；李昀晴（台灣）

#### 各集標題
| 話數 | 日文標題 | 中文標題                   |
| ---- | -------- | -------------------------- |
| 1    |          | 妖怪覺醒之日               |
| 2    |          | 戰栗！見上入道             |
| 3    |          | 團團和尚的妖怪城           |
| 4    |          | 神奇森林的禁忌             |
| 5    |          | 電氣妖怪的災厄             |
| 6    |          | 厄運的脛擦                 |
| 7    |          | 幽靈電車                   |
| 8    |          | 驚異！鏡爺爺的計策         |
| 9    |          | 改革河童的工作方法         |
| 10   |          | 消滅！學校七大不可思議     |
| 11   |          | 征服日本！八百八狸軍團     |
| 12   |          | 毀滅首都！恐怖的妖獸       |
| 13   |          | 慾望的金剛石！輪入道的陷阱 |
| 14   |          | 反枕與幻夢                 |
| 15   |          | 野箆坊的靈形手術           |
| 16   |          | 海潮妖怪！海座頭           |
| 17   |          | 蟹坊主與古老之謎           |
| 18   |          | 水獺的謊言                 |
| 19   |          | 妖怪的復活！？鬼怪學校     |
| 20   |          | 妖花的記憶                 |
| 21   |          | 憤怒！拓郎火的孤獨         |
| 22   |          | 失控！！最恐怖的妖怪牛鬼   |
| 23   |          | 妖怪公寓秘辛               |
| 24   |          | 鼠男失蹤！？石妖的陷阱     |
| 25   |          | 縊鬼的詛咒                 |
| 26   |          | 蠱惑 美麗的畫皮            |
| 27   |          | 來襲！巴克貝亞德軍團       |
| 28   |          | 妖怪大戰爭                 |
| 29   |          | 瘋狂的法蘭克斯坦           |
| 30   |          | 吸血鬼的萬聖節派對         |
| 31   |          | 小豆洗小豆秤小豆婆         |
| 32   |          | 惡魔貝利亞 百年的怨恨      |
| 33   |          | 狐狸新娘與白山坊           |
| 34   |          | 帝王 巴克貝亞德            |
| 35   |          | 命運的魔女們               |
| 36   |          | 日本全妖怪化計劃           |
| 37   |          | 決戰！！巴克貝亞德         |
| 38   |          | 新春食人奇譚 火車          |
| 39   |          | 雪女純白戀愛白皮書         |
| 40   |          | 終極民謠 盤皿小僧          |
| 41   |          | 怪事！草鞋妖怪之亂         |
| 42   |          | 百百爺的詭計 妖怪大審判    |
| 43   |          | 永恆的生命 棘棘            |
| 44   |          | 以假亂真 野篦坊            |
| 45   |          | 真相就在萬年竹林中         |
| 46   |          | 被詛咒的女兒節 麻桶毛      |
| 47   |          | 奪嬰姑獲鳥                 |
| 48   |          | 絕望與漆黑的虛無           |
| 49   |          | 無名氏與真名               |
| 50   |          | 來自地獄的使者 鵺          |
| 51   |          | 閻羅王的密約               |
| 52   |          | 少女失蹤！木之子森林       |
| 53   |          | 自戀爆發！炎頭怪千鈞一髮   |
| 54   |          | 泥田坊與生命與大地         |
| 55   |          | 狒狒的騷擾地獄             |
| 56   |          | 魅惑的旋律 吸血鬼艾利特    |
| 57   |          | 鮮血貴公子 拉塞納          |
| 58   |          | 半魚人的魚板奇談           |
| 59   |          | 與女妖怪・後神的約定       |
| 60   |          | 漆黑的寒氣 妖怪震震        |
| 61   |          | 豆腐小僧的黴菌傳染病       |
| 62   |          | 地獄四將 黑坊主的陷阱      |
| 63   |          | 戀之七夕妖怪花             |
| 64   |          | 水虎映照人心黑暗面         |
| 65   |          | 建國！？魔貓的大鳥取帝國   |
| 66   |          | 死神與境港的桃花源         |
| 67   |          | 社群網站中毒VS繩文人       |
| 68   |          | 極刑！地獄流               |
| 69   |          | 地獄四將 鬼童伊吹丸        |
| 70   |          | 靈障 足跡之怪              |
| 71   |          | 唐傘小僧的傘煩惱           |
| 72   |          | 妖怪異爺味的春心大作戰     |
| 73   |          | 慾望的八岐大蛇             |
| 74   |          | 地獄崩解！？玉藻前的陷阱   |
| 75   |          | 九尾狐                     |
| 76   |          | 滑瓢的野心                 |
| 77   |          | 人類消失！貓仙人的復仇     |
| 78   |          | 六黑村的魍魎               |
| 79   |          | 蝙蝠貓大亂萬聖節           |
| 80   |          | 陰摩羅鬼的圈套             |
| 81   |          | 熱血漫畫家旱魃神           |
| 82   |          | 爺爺婆婆 肉人              |
| 83   |          | 連鎖憎惡 妖怪彭侯          |
| 84   |          | 外籍勞工珍先生             |
| 85   |          | 巨人大太坊                 |
| 86   |          | 血腥聖誕節                 |
| 87   |          | 窮神和座敷童子             |
| 88   |          | 戀愛的一反木棉             |
| 89   |          | 手之目的詛咒               |
| 90   |          | 偶像傳說蠑螺鬼             |
| 91   |          | 吳哥窟的霧夜               |
| 92   |          | 節目企劃天邪鬼             |
| 93   |          | 幻影火車                   |
| 94   |          | 悠哉的不死見溫泉巴士之旅   |
| 95   |          | 妖怪大同盟                 |
| 96   |          | 第二次妖怪大戰爭           |
| 97   |          | 眼中的世界並非全部         |

#### 播放電視台
| 日本 富士電視台 星期日 9:00-9:30 節目 | 日本 富士電視台 星期日 9:00-9:30 節目                                   | 日本 富士電視台 星期日 9:00-9:30 節目 |
| ------------------------------------- | ----------------------------------------------------------------------- | ------------------------------------- |
|                                       | 鬼太郎 第6作 （2018年4月1日-2020年3月29日）                             |                                       |
| 七龍珠超                              | 数码宝贝大冒险： 第1-3话                                                |                                       |
| 日本 富士電視台 星期日 9:00-9:30 節目 |                                                                         |                                       |
| 数码宝贝大冒险： 第1-3话              | 鬼太郎 第6作 第1、2、6、7、9、14话 重播 （2020年4月26日-2020年5月31日） | 数码宝贝大冒险： 第1-3话 重播         |

| 台灣 台視 星期六 17:27－17:57 節目 2019年6月29日、10月12日、11月23日、2020年1月11日、10月3日、11月21日 暫停播映                                | 台灣 台視 星期六 17:27－17:57 節目 2019年6月29日、10月12日、11月23日、2020年1月11日、10月3日、11月21日 暫停播映 | 台灣 台視 星期六 17:27－17:57 節目 2019年6月29日、10月12日、11月23日、2020年1月11日、10月3日、11月21日 暫停播映 |
| --- | --- | --- |
| | 鬼太郎 第6作 （2019年1月26日-2021年1月9日）                                                                     | |
| 數碼寶貝-APP獸 | 数码宝贝大冒险：                                                                                                | |
| 台灣 台視 星期一至五 16:58－17:28、星期六 16:57－17:27 節目 2021年2月2日起 星期一至五 16:55－17:25、星期六 16:54－17:24 2021年2月11日 暫停播映 | | |
| 新獵人 重播蠟筆小新 重播 | 鬼太郎 第6作 重播 （2021年1月23日-5月17日）                                                                     | 新我們這一家 重播                                                                                               |

| 台灣 東森電影台 星期五 21:00－23:15 節目 2020年11月7日起 星期六、日 8:00-10:00 | 台灣 東森電影台 星期五 21:00－23:15 節目 2020年11月7日起 星期六、日 8:00-10:00 | 台灣 東森電影台 星期五 21:00－23:15 節目 2020年11月7日起 星期六、日 8:00-10:00 |
| ------------------------------------------------------------------------------ | ------------------------------------------------------------------------------ | ------------------------------------------------------------------------------ |
|                                                                                | 鬼太郎 第6作 第1-79话 （2020年10月16日-12月27日）                              |                                                                                |
| 入間同學入魔了                                                                 | —                                                                              |                                                                                |

## 相关遊戲
- FC游戏咯咯咯鬼太郎 妖怪大魔境（1986年，萬代，ゲゲゲの鬼太郎 妖怪大魔境）
- FC游戏 咯咯咯鬼太郎2 妖怪军团的挑战（1987年，萬代，ゲゲゲの鬼太郎2 妖怪軍団の挑戦（日语：ゲゲゲの鬼太郎2 妖怪軍団の挑戦））
- SFC游戏 咯咯咯鬼太郎 复活！天魔大王（1993年，萬代，ゲゲゲの鬼太郎 復活! 天魔大王（日语：ゲゲゲの鬼太郎 復活! 天魔大王））
- PS游戏 咯咯咯鬼太郎（1997年，萬代，ゲゲゲの鬼太郎 (プレイステーション)（日语：ゲゲゲの鬼太郎 (プレイステーション)））
- GBA游戏 咯咯咯鬼太郎 危机一发妖怪列岛（2003年，KONAMI，ゲゲゲの鬼太郎 危機一髪!妖怪列島（日语：ゲゲゲの鬼太郎 危機一髪!妖怪列島））
- PlayStation 2遊戲《咯咯咯的鬼太郎 異聞妖怪奇譚》（2003年，KONAMI，ゲゲゲの鬼太郎 異聞妖怪奇譚（日语：ゲゲゲの鬼太郎 異聞妖怪奇譚））
- PS遊戲《咯咯咯鬼太郎 逆袭!妖魔大血战》（2003年，KONAMI，ゲゲゲの鬼太郎 逆襲!妖魔大血戦（日语：ゲゲゲの鬼太郎 逆襲!妖魔大血戦））
- Wii遊戲《咯咯咯的鬼太郎 妖怪大運動会》（2007年，南夢宮萬代，ゲゲゲの鬼太郎 妖怪大運動会（日语：ゲゲゲの鬼太郎 妖怪大運動会））

## 外部連結
- 第1~2作 （页面存档备份，存于）
- 第3作 （页面存档备份，存于）
- 第4作 （页面存档备份，存于）
- 第5作 （页面存档备份，存于）
- 第6作-東映官方網站 （页面存档备份，存于）
- ゲゲゲの鬼太郎（第2期） （页面存档备份，存于）
- ゲゲゲの鬼太郎（第3期） （页面存档备份，存于）
- ゲゲゲの鬼太郎（第4期） （页面存档备份，存于）
- ゲゲゲの鬼太郎（B／K） （页面存档备份，存于）
- 台视的鬼太郎 （页面存档备份，存于）
- 富士電視台 - 墓場鬼太郎 - 番組情報 （页面存档备份，存于）
- 富士電視台 - ゲゲゲの鬼太郎 - 番組情報 （页面存档备份，存于）
- 互联网电影数据库（IMDb）上《鬼太郎第1作》的资料（英文）
- 互联网电影数据库（IMDb）上《鬼太郎第2作》的资料（英文）
- 互联网电影数据库（IMDb）上《鬼太郎第3作》的资料（英文）
- 互联网电影数据库（IMDb）上《鬼太郎地獄篇》的资料（英文）
- 互联网电影数据库（IMDb）上《鬼太郎第4作》的资料（英文）
- 互联网电影数据库（IMDb）上《鬼太郎第5作》的资料（英文）
- 互联网电影数据库（IMDb）上《鬼太郎第6作》的资料（英文）